# Хронологія окупації Криму Російською Федерацією

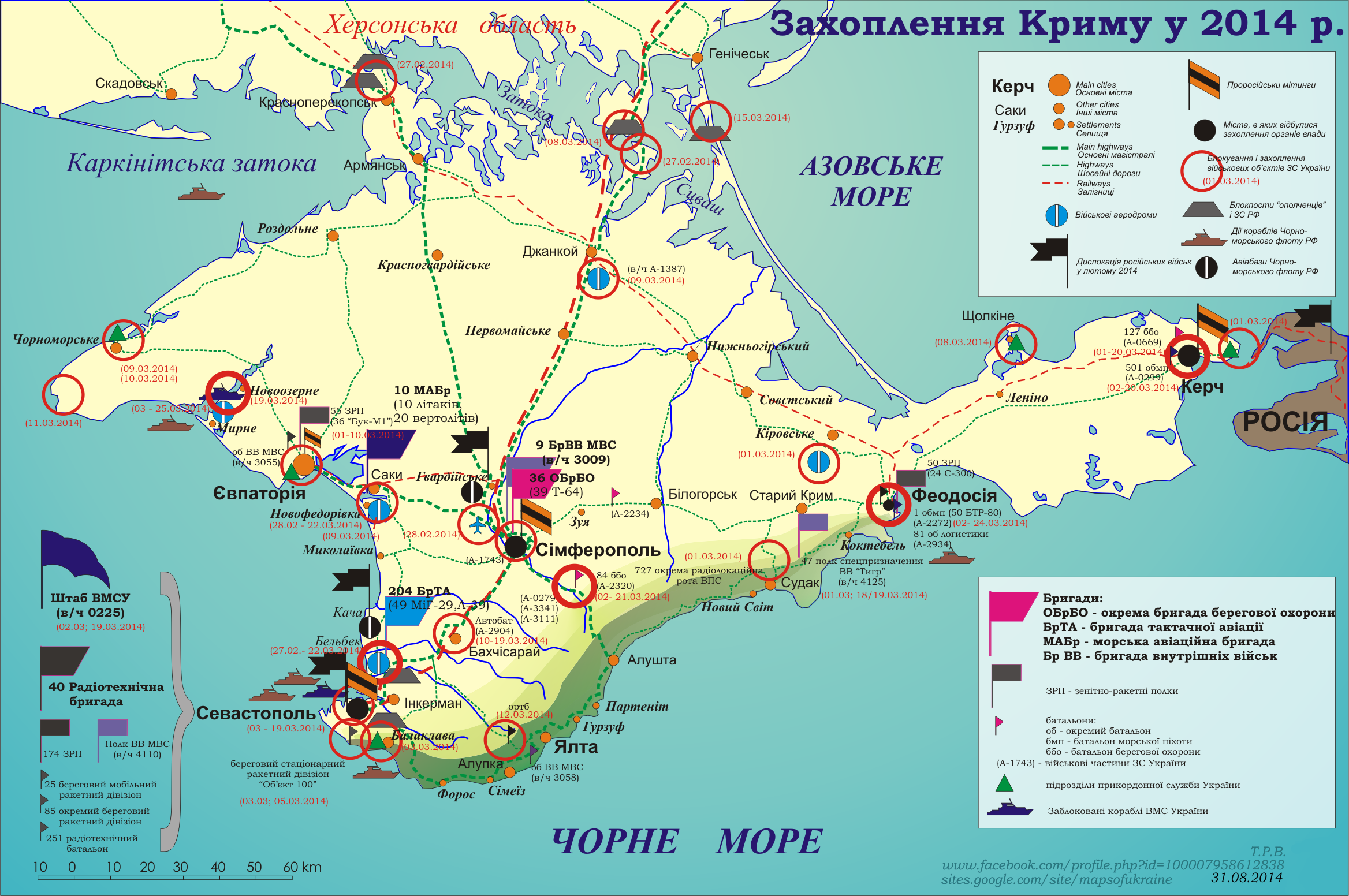
Блокування і захоплення військових об'єктів у Криму, 2014 р.

Стаття містить хронологію окупації Криму і Севастополя Росією, що відбулася у лютому-березні 2014 року. ЗС РФ вдалось заблокувати  військові частини ЗСУ в Криму і окупувати півострів. Підготовка Росії до захоплення Криму особливо активізувалась з 2013 року.
Стаття є частиною циклу «Хронологія російської збройної агресії проти України (з 2014)»

## Передумови окупації (січень–лютий 2014)
16 січня — Верховна Рада України прийняла пакет т. зв. «диктаторських» законів, якими вводилась кримінальна відповідальність за наклеп, екстремістську діяльність, посилювались обмеження на проведення масових акцій і т. ін., що викликало вкрай негативний резонанс у суспільстві.
Середина січня — «Російська громада Криму» і партія «Русское единство», спільно з представниками козацтва та організацій ветеранів-афганців, взяли на себе ініціативу у формуванні народних дружин самооборони, сил народного опору на випадок «спроб проникнення до Криму екстремістів і неонацистів»
19 січня — в Києві активізувалися масові протести, викликані прийнятими Верховною Радою 16 грудня «поліцейськими» законами
20 січня — до В. Януковича почали надходити дані розвідки про те, що в Криму значно активізувалися росіяни. Але інформація була проігнорована.
21 січня — проукраїнський та провладний мітинги у Сімферополі за участі близько 200 осіб
22 січня — Верховна рада АР Крим прийняла заяву «Про політичну ситуацію», в якій, зокрема, говорилося: «Кримчани ніколи не братимуть участі в нелегітимних виборах, не визнають їх результати і не будуть жити в „бандерівській“ Україні». Під час обговорення депутат, голова фракції «Союз» Світлана Савченко з трибуни заявила про подальше «самовизначенні Автономної Республіки Крим» у разі дострокової зміни влади в Україні.
У середмісті Києва з'явився перший загиблий серед протестувальників — Сергій Нігоян. Опозиція оголосила про «повну мобілізацію»
23 січня — У Сімферополі відбулася презентація "всекримського руху «СТОП Майдан».
24 січня — у Севастополі відбувся сход Севастопольського відділу Таврійської сотні Терського Військового Козачого Товариства (Ставропольський край РФ) з вимогами до Януковича припинити масові акції протесту в Києві. Там же містилася вимога до севастопольської адміністрації про відтворення народних формувань для охорони правопорядку в Севастополі. Ці формування згодом стали основою «кримської самооборони».
Партія «Русский блок» оголосила про набір в загони самооборони «для боротьби з бандерівською сволотою». Одночасно понад десяти громадських організацій підготували звернення до городян, в якому говорилося, що в разі державного перевороту «Севастополь, використовуючи своє право на самовизначення, вийде з правового поля України». Ініціатором звернення стала Севастопольська координаційна рада, активісти якої також виступали за створення на південному сході і в центрі України Федеративного держави Малоросія з орієнтацією на Росію. Колишній президент Республіки Крим Юрій Мєшков закликав до проголошення самостійності Криму, назвавши політичну кризу на Україні «чужою для кримчан війною» і заявив, що півострів «знаходиться в стані окупації»
25 січня — у центрі Сімферополя міліція попередила зіткнення між антимайданівцями (близько 250 осіб) і ультрас «Таврії», які вийшли на захист мітингу прихильників «Євромайдану»
26 січня — у Сімферополі біля бази «Беркуту» «євромайданівці» у кількості близько 30 осіб намагалися провести пікет, але їм завадила агресивно налаштована група «тітушок».
27 січня — на засіданні Асоціації органів місцевого самоврядування АР Крим і Севастополя під головуванням спікера кримського парламенту Володимира Константинова було ухвалено рішення про створення Кримських добровільних дружин «з метою надання сприяння правоохоронним органам в охороні громадського порядку». З різкими протестами проти створення добровільних дружин виступив кримськотатарський Меджліс, розцінивши це рішення як прояв сепаратизму в АРК.
28 січня — трьохтисячний антиурядовий мітинг, організований Меджлісом у Сімферополі.
Мітинг «Русского единства» під Верховною Радою Криму зібрав близько півтори тисячі осіб. Виступили депутат ВР АР Крим Юхим Фікс і лідер «Русского единства» Сергій Аксьонов
29 січня — Росія розпочала торговельну війну проти України з метою здійснення тиску на олігархів, зокрема, митна служба РФ почала застосовувати режим 100 % -го огляду товарів, що імпортуються з України.
30 січня — на аеродромі «Бельбек» біля Севастополя приземлився літак російського підприємця Костянтина Малофєєва з «Дарами волхвів» — християнською святинею, яку за його ініціативою привезли з гори Афон.
В делегації також були депутат Держдуми РФ Олег Лебедєв, лідер «Бойового братерства» Дмитро Саблін і Ігор Гіркін, що став згодом одним з найвідоміших діячів «російської весни». Формально він забезпечував безпеку святині і був у всіх інших точках маршруту. Україна, країни ЄС, США і Канада підозрюють Малофєєва в співучасті в анексії Криму та розпалюванні збройного конфлікту на сході України.
4 лютого — Президія Верховної Ради Криму ухвалила рішення розглянути питання зміни Конституції Криму та просити у Росії гарантій прав мешканців півострова. СБУ в зв'язку з подіями в кримському парламенті відкрила кримінальне провадження.
З загрозою розпустити ВР Криму виступив депутат Верховної Ради Микола Томенко, а депутат від ВО «Свобода» Олександр Шевченко вимагав притягти кримських парламентаріїв до кримінальної відповідальності.
В Криму голова всеросійської партії «Батьківщина», депутат Держдуми РФ Олексій Журавльов і лідер партії «Русское единство», депутат ВР Криму Сергій Аксьонов заснували громадський рух «Слов'янський антифашистський фронт» (САФ) і домовилися сприяти вступу України в Митний Союз. При цьому, лідер «Русского единства» Сергій Аксьонов визнав, що в Криму на сьогодні немає екстремістів і неонацистських організацій.
6 лютого — Радник президента Російської Федерації Сергій Глазьєв підтримав ідею глибокої федералізації України і зближення південно-східній частині країни з Митним союзом
7 лютого — Верховна Рада Криму ухвалила рішення, яке затверджує раніше розпочате формування «народних дружин». Вони створюються «для припинення можливих провокацій в мирному Криму». Партія «Русское Единство» під керівництвом Сергія Аксьонова активно включається в процес їх формування.
7—23 лютого — Зимові Олімпійські ігри 2014 в Сочі.
12 лютого — голова Верховної ради АР Крим Володимир Константинов, виступаючи на Всеукраїнському форумі обласних рад і ВР Криму, що проходив в Лівадійському палаці, заявив, що «нинішня модель кримської автономії, закладена в Конституції України і в нашій Конституції зразка 1998 року, повністю себе вичерпала. Ми хочемо зовсім іншої автономії…»
18—20 лютого — загострення протистояння на Майдані, на думку низки політиків і експертів навмисне спровоковане російськими спецслужбами.
19 лютого — ряд депутатів парламенту Криму підтримав ініціативу народного депутата Вадима Колісниченка (Партія регіонів), який запропонував, у разі якщо на Україні найближчим часом не буде врегульована криза, підняти питання про приєднання Криму до Росії
20 лютого — Чорноморський флот Росії переводить свої військові частини в Криму на посилений режим охорони. З Севастополя в напрямку Феодосії і ряду аеродромів морської авіації ЧФ висунулися бронетранспортери, призначені нібито для того, «щоб зміцнити охорону флотських об'єктів».
Так під «димовою завісою» подій у Києві почалася операція по захопленню Криму, про що свідчить, зокрема, надпис на російській державній нагороді — медалі «За повернення Криму».
Глава кримського парламенту Володимир Костянтинов, який у той час знаходився у Москві, заявив, що не виключає відокремлення Криму від України у разі загострення ситуації в країні: «Можливо. Якщо країна розвалиться. Все до цього і йде»
Того ж дня у Севастополі знаходився В. Сурков — помічник президента В. Путіна.
«Корсунський інцидент» — 5 автобусів з кримськими «тітушками» і «Беркутом», які повертались з київського майдану до Криму, були зупинені прибічниками Євромайдану у Корсунь-Шевченківському на Черкащині, де кримчан змусили вийти з автобусів, обшукали, а хто чинив спротив — побили. Також у них відібрали закривавлену холодну зброю і звільнили 3-х евромайданівців, захоплених раніше у Миронівці. Тілесні ушкодження отримали троє пасажирів автобусів, але кримські, а незабаром і російські пропагандистські ЗМІ розповсюдили фейкову інформацію про нібито 8-х загиблих кримчан, яка в подальшому була використана як виправдання російської агресії проти України у Криму.
21 лютого — В Києві між владою і опозицією укладено Угоду про врегулювання політичної кризи, яку підписали Президент України Віктор Янукович і лідери опозиції Віталій Кличко, Арсеній Яценюк та Олег Тягнибок. Свідками підписання виступили міністри закордонних справ Німеччини і Польщі — Франк-Вальтер Штайнмаєр, Радослав Сікорський і керівник департаменту континентальної Європи міністерства закордонних справ Французької Республіки Ерік Фурньє. Показовим є той факт, що спеціальний представник президента Російської Федерації Володимир Лукін, який також брав участь у переговорах, відмовився поставити свій підпис під документом.
Того ж, 21 лютого – прибуття до Криму групи російського диверсанта І. Гіркіна — одного з засновників і керівників т. зв. «самооборони Криму»
Спроба президії Верховної Ради Криму скликати позачергову сесію парламенту для обговорення питання «Про суспільно-політичну ситуацію в Україні». Коли прихильники Євромайдану спробували вранці провести біля будівлі парламенту акцію — пікет проти можливого ухвалення рішення про відділення Криму від України, їм завадили близько ста молодих людей, які назвалися активістами «Народно-визвольного руху»
Мітинги на підтримку київського Євромайдану у Криму (Євпаторія, Керч) почали розганяти особи з георгіївськими стрічками на одязі. Серед антиукраїнських протестувальників у містах Криму були помічені російські громадяни, у тому числі представники силових структір.

Проросійський мітинг у Сімферополі
22 лютого — рано вранці Президент України В. Янукович залишив свою резиденцію у Межигір'ї під Києвом і перелетів до Харкова, а незабаром — до Донецька. Цього ж дня Верховна Рада оголосила про самоусунення В. Януковича від виконання обов'язків і обрала Головою Верховної Ради О. Турчинова
У Харкові відбувся з'їзд депутатів всіх рівнів південно-східних областей, Автономної Республіки Крим і Севастополя, ініційований губернатором Харківської області Михайлом Добкіним (З'їзд «Українського Фронту»). Від Криму участь в ньому брали керівник Ради міністрів АР Анатолій Могильов і заступник голови Верховної Ради Криму Сергій Донич. За неофіційною інформацією повідомлялося і про підвезення кримських активістів автобусами. На з'їзді була присутня також російська делегація в складі депутата Держдуми Олексія Пушкова, губернатори чотирьох південних областей РФ. Перед палацем було організовано мітинг з бюджетників та шахтарів, а напроти — мітинг Євромайдану.
До Сімферополя за дорученням міністра оборони Росії для організації захоплення Криму незаконно прибув його друг Олег Белавенцев.
23 лютого — за свідченням екс-депутата російської Держдуми Іллі Пономарьова, В. Путіним особисто ухвалено остаточне рішення про початок захоплення Криму: О 7:00, закриваючи нараду з керівниками задіяних спецслужб, Путін заявив: «Ситуація розгорнулася таким чином на Україні, що ми змушені почати роботу по поверненню Криму до складу Росії, тому що ми не можемо кинути цю територію і людей, які там проживають, напризволяще під каток націоналістів».
В. Янукович виїхав з Донецька і російським військовим гелікоптером, який незаконно перетнув кордон, був таємно вивезений з України з-під Бердянська. Екс-прем'єр-міністр Азаров, міністр внутрішніх справ Віталій Захарченко та генпрокурор Віктор Пшонка втекли в Росію.
Верховна Рада України обрала т. в. о. Президента України Голову Верховної Ради О. Турчинова і призначила позачергові вибори Президента України на 25 травня 2014 р.
Протягом декількох днів лютого Росія провела первинне приховане перекидання військ до Криму. В цей період в Крим були перекинуті бійці 16-ї бригади спеціального призначення, 76-ї десантно-штурмової дивізії і 45-го окремого полку ВДВ. До них же додалися і бійці Сил спеціальних операцій.

## Лютий 2014

### 22 лютого
Ввечері 22 лютого на Ялтинському шосе під Севастополем з'явилися протитанкові їжаки; їхню появу органи правопорядку пояснили почастішанням випадків викрадення автомобілів. Протитанкові їжаки також з'явились у Верхньосадовому на шляху до Сімферополя.

### 23 лютого
В Севастополі проросійськими силами на площі Нахімова біля будівлі міської ради Севастополя було організовано 20-тисячний мітинг, на якому було ухвалене рішення не перераховувати у Київ податки, а міським головою («народним мером») замість законного голови Севастопольської міської адміністрації Володимиру Яцуби проголошено громадянина Росії, бізнесмена Олексія Чалого, який цього дня прибув з Москви.
Крім обрання нового глави міста, лідер партії «Руський блок» Геннадій Басов заявив про створення з числа добровольців загонів самооборони. В більшості своїй учасниками мітингу були члени сімей російських військових, співробітники приватного підприємства «Таврида Електрик», яке на той момент належало Чалому, а також компанії «Авліта», яку пов'язують з українським бізнесменом Рінатом Ахметовим. Біля повороту на Балаклаву автотраси Севастополь-Ялта встановили протитанкові їжаки, на дорогу поклали мішки з піском, розбили намет. Межі Севастополя почали спільно контролювати незаконні збройні формування, наряди міліції і ДАІ.
23 лютого – представники кримської влади заявили, що не визнають рішень Верховної Ради України і відставки В. Януковича. В ході акції перед будівлею Верховної Ради АР Крим в Сімферополі, присвяченій Дню захисника Вітчизни, партія «Русское единство» і «Російська громада Криму» оголосили про мобілізацію кримчан в народні дружини. У Сімферополі з боку північного в'їзду з'явився перший блокпост з «охороною» в три десятки людей. Кримськотатарський Меджліс також провів цього дня в Сімферополі 10-тисячний мітинг.
Протягом 23—25 лютого були побудовані блокпости і в районі селищ Верхньосадове, Гончарне, Тернівка і на Орловському мосту.
Основне матеріальне забезпечення блокпостів і самооборони надавав Чорноморський флот РФ.
Зафіксовані перші випадки порушення збройними силами Російської Федерації, всупереч міжнародно-правовим зобов'язанням, порядку перетину державного кордону України через Керченську протоку.
В. о. Голови СБУ Валентин Наливайченко заявив, що керівництво Кримського управління СБУ залишило місце несення служби, відключивши телефони.
В Маріуполі відбувся мітинг «антимайдану», учасники якого висунули сепаратистські гасла і закликали присутніх взяти в руки зброю. Близько 600 осіб вирушили до пам'ятника Леніну, на якому знаходилися прихильники Революції гідності і розігнали їх. У багатьох на одязі були георгіївські стрічки, деякі несли в руках палиці і кийки.
Мітинг проросійських активістів у Херсоні. Зіткнення між Самообороною та проросійськими активістами та сектантами з КОБу. Надвечір Самообороні вдалося взяти ситуацію під свій контроль. Будівлю Херсонської ОДА взяли під охорону.
В Харкові біля пам'ятника Леніну проросійські сепаратисти організували наметове містечко.
23—24 лютого — безрезультатний візит до Криму в. о. міністра МВС України Арсена Авакова і в. о. глави СБУ Валентина Наливайченка з метою зустрічі з Януковичем.

### 24 лютого
Законний голова Севастопольської міської державної адміністрації Володимир Яцуба подав у відставку і залишив будівлю МДА.
«Кримський фронт» закликав жителів автономії вийти на мітинг з вимогою до Верховної Ради автономії підкоритися «народу Криму». У будівлі Севастопольської МДА відбувся мітинг, учасники якого вимагали узаконити призначення Олексія Чалого. Всі входи і виходи в адміністрацію були перекриті присутніми. Під час переговорів про передачу повноважень в будівлі адміністрації з'явилися співробітники СБУ і прокуратури з ордером на арешт Чалого, але особи, які зібралися біля будівлі, змусили силовиків порвати ордер і покинути будівлю. Учасники мітингу вивісили на обох флагштоках поряд з адміністрацією російські прапори.
Всі в'їзди і виїзди в Севастополь перекрили російськими БТР. У відставку також пішов мер Ялти Сергій Ілаш.
До Сімферополя прибула група депутатів російської Держдуми на чолі з головою комітету у справах СНД, євразійської інтеграції і зв'язків зі співвітчизниками Леонідом Слуцьким.
25 лютого — Голова комітету Держдуми РФ у справах СНД Леонід Слуцький заявив у Сімферополі, що в разі погіршення ситуації в Україні та за наявності відповідного звернення кримського парламенту або рішення місцевої референдуму Держдума Росії може розглянути питання приєднання Криму. Також Слуцький повідомив про початок видачі російських паспортів за спрощеною процедурою.
Акція сепаратистів (близько 1 000 осіб) з вимогами, зокрема, проведення референдуму про статус Криму проведена перед Кримським парламентом. Антиукраїнські мітинги пройшли також в Севастополі, Керчі, Євпаторії. У мітингах взяли участь багато російських відомих осіб: глава ЛДПР Володимир Жириновський, радник Путіна Олексій Журавльов, мер Москви Сергій Собянін, екс-боксер, депутат Держдуми Росії Микола Валуєв і багато інших. Мітинги супроводжувалися активною інформаційною підтримкою на місцевих інтернет-ресурсах, в соціальних мережах і в російських ЗМІ. Проросійські активісти встановили на будівлі Верховної Ради Криму ворожий російський прапор.
Президія ВР Криму ухвалила рішення про скликання на наступний день позачергового пленарного засідання ВР АР Крим.
На засіданні РНБО України розглянута ситуація в Криму
У Миколаєві проросійські активісти розбили наметове містечко біля пам'ятника героям-ольшанцям
26 лютого — проукраїнський мітинг під Верховною Радою Криму з проханням перенести позачергову сесію парламенту зібрав від 7 000 до 12 000 учасників. В цей же час біля кримського парламенту була організована 5-тисячна акція російських націоналістів з вимогами приєднання Криму до Росії. При цьому зі сторони проросійських активістів були присутні перевдягненні військові регулярних військ Російської Федерації, які в подальшому брали активну участь у захоплені аеропортів, адміністративних будівель та військових частин. Також, під час проведення мирного мітингу за територіальну цілісність України були присутні кубанські козаки і активісти, яких доправили автобусами з Євпаторії та Севастополя. Провокації з їх боку привели до зіткнень, внаслідок яких 2 особи померли, а 18 (за іншою інформацією — 30) зазнали поранень
Під тиском проукраїнських протестувальників і у зв'язку з відсутністю кворуму сесію ВР АР Крим (на якій планувалось розглянути питання виходу Криму зі складу України) було відмінено.
У Харкові декілька сотень проросійських активістів пікетували сесію міської ради і вимагали те, щоб активісти Євромайдану покинули будівлю ОДА, а прапор ЄС біля міської ради зняли та повісили на деякий час російський.
Міністр оборони РФ Сергій Шойгу заявив, що Міністерство оборони Росії буде вживати заходів щодо забезпечення безпеки об'єктів Чорноморського Флоту в Криму, що в подальшому призвело до збільшення військового контингенту РФ в Криму. Так, того ж дня у Севастополь зайшли російські військові кораблі з Сочі, на яких знаходились 11 000 озброєних десантників, а в різних місцях півострова була помічена бронетехніка РФ.
Володимир Путін ініціював раптову перевірку та широкомасштабні військові навчання у західних областях Росії, безпосередньо прилеглих, зокрема, і до кордону з Україною. У цих навчаннях вже у перших числах березня було залучено приблизно 150 000 військовослужбовців, понад 90 літаків, 120 гелікоптерів, до 880 танків, 1200 одиниць іншої техніки, до 80 кораблів та суден та 38 тисяч особового складу сухопутних військ, морської піхоти та повітряно-десантних військ.
27 лютого — рано вранці (о 4:20) будівлі парламенту та уряду Криму були захоплені озброєними «зеленими чоловічками» (російським спецпідрозділом без розпізнавальних знаків у кількості близько 120 осіб), над ними встановили прапори Російської Федерації.
Військові повідомили представникові Ради міністрів АР Крим, що вони є «самообороною російськомовних громадян», і відмовились вступати у перемовини будь-з-ким; російські ЗМІ поширювали інформацію, що бойовики є бійцями севастопольського загону «Беркуту», розформованого 25 лютого.
Як з'ясувалося пізніше, це був спецназ Головного розвідувального управління Росії. Окупанти зібрали депутатів Верховної ради Криму до захопленої будівлі і у закритому режимі ті ухвалили рішення про призначення референдуму щодо статусу півострова на 25 травня 2014 р., метою якого мало стати «вдосконалення статусу півострова», кажучи по-простому — його від'єднання. Також депутати відправили у відставку уряд Анатолія Могильова, призначили новим прем'єром лідера партії «Русское единство» Сергія Аксьонова.
Російськими військовими захоплено аеропорт «Бельбек» у Севастополі (близько 300 військових), вузли зв'язку, оточено прикордонні загони у Балаклаві і Севастополі, зупинено паромну переправу в Керчі, встановлено озброєні військові блокпости на в'їздах в Крим на Чонгарі і Перекопі, відключено кримскотатарський телеканал ATR. На будівлях державних установ замість українських почали з'являтися російські прапори.
Дві військові вантажівки «Урал» з російськими військовослужбовцями (держномери 0225 НМ 90, 0217 НМ 90), заїхали на територію військового санаторію в Ялті і приступили до охорони об'єкта. Керував російськими автоматниками депутат держдуми Росії Франц Клінцевич. Наступного дня до санаторію заселили прибулих з Росії «тітушок»
Мітинги під ВР Криму проукраїнських і проросійських активістів, які пізніше встановили ворожий прапор над будівлею Сімферопольської міськради.
Безрезультатний візит до Сімферополя народного депутата України Петра Порошенка.
Прокуратура АР Крим порушила кримінальну провадження за ст. 258 Кримінального кодексу України «Терористичний акт» в зв'язку з захопленням будівлі Ради міністрів і Верховної Ради Криму.
На офіційному сайті Міністерства оборони Росії з'явилася інформація про те, що з'єднання та військові частини Західного і Центрального військових округів РФ приступили до великомасштабної передислокації в призначені райони, але райони в повідомленні не називалися. З цього приводу було сказано наступне: «в яких регіонах і які завдання треба виконувати військам (силам), до командуючих арміями та командирів з'єднань буде доведено офіцерами Генерального штабу ЗС РФ після відкриття відповідних пакетів».
У відповідь на «занепокоєність» західних лідерів Володимир Путін пообіцяв поважати територіальну цілісність України.
В. о. Міністра оборони України призначено Ігоря Тенюха
28 лютого — росіяни захопили контроль над аеропортом Сімферополя (близько 150 осіб) і заблокували військову частину 10-ї морської авіабригади в Новофедорівці під Саками. Катер ЧФ РФ став на стоянку в Балаклавській бухті, блокуючи вихід з бухти в море кораблям і катерам українських прикордонників, а військовослужбовці 810-ї бригади морської піхоти Чорноморського флоту Росії блокували Севастопольський загін морської охорони прикордонних військ в Балаклаві.
у Гвардійському приземлилося 6 транспортних літаків Іл-76 ВПС РФ, на борту яких знаходилось близько 700 бійців російських спец призначенців (за іншими даними — 13 літаків доставили по 150 спецпризначенців), а Прикордонна служба України повідомила про несанкціонований переліт до Криму 10 бойових ворожих гелікоптерів, які приземлились на авіабазі ЧФ у Качі. 10 російських БТРів прибуло до Сімферополя.
З військового аеродрому Чкаловський (бортовий номер Іл-76 RA 76599) в Севастополь були доставлені 170 російських громадян з числа колишніх «афганців», боксерів, байкерів, членів військово-патріотичних клубів та бійців охоронних структур. Далі на судні «Севастополь» їх таємно переправили в Ялту і поселили у військовому санаторії Міноборони РФ «Ялта».
Увечері на території Керченської поромної переправи з'явилося кілька десятків озброєних автоматами, кулеметами і снайперськими гвинтівками людей в польовій формі без розпізнавальних знаків, які приїхали з боку Феодосії на шести «Уралах» з російськими номерами
Увечері невідомі захопили офіс оператора зв'язку «Укртелеком» (внаслідок чого компанія втратила можливість забезпечувати зв'язок Криму з рештою території України), а також ТРК «Крим». Українська влада закрила повітряний простір над Сімферополем.
Як заявив в 2015 році президент РФ Володимир Путін, під час кримських подій під виглядом посилення охорони російських військових об'єктів в Крим перекидалися спецпідрозділу ГРУ і сили морської піхоти, десантників для блокування та роззброєння українських військових частин
У Донецьку проросійський активіст Павло Губарєв, якого провів депутат від Партії регіонів М. Левченко, пройшов на сесію міської ради і висунув ультиматум: визнати нелегітимними Верховну Раду України, Кабінет Міністрів і губернатора Донецької області. На його пропозицію було отримано відмову.

### 26 лютого

#### Прибуття російських військ в Крим
З Тольятті в Крим прибули військові частини окремої бригади ГРУ МО РФ. За офіційною інформацією вони приїхали для допомоги збереження порядку на півострові через нестабільну і напружену політичну ситуацію в країні, а також для охорони невідомого «стратегічного об'єкту». Склад бригади було приведено в повну бойову готовність.
В ялтинський військовий санаторій Чорноморського флоту Росії також прибули російські військові вантажівки з солдатами-строковиками, що проходять службу на флоті. Прес-служба ялтинської міської ради заявила, що це здійснено аби «не допустити можливих актів вандалізму і бути запорукою спокою гостей санаторію». В санаторії відпочивають 31 особа, які є громадянами Росії. Директор санаторію також повідомив, що у солдатів при собі немає зброї і що керівництво закладу взяло на себе повну відповідальність за їх дії на території Ялти.
Депутат Державної думи Росії, голова комітету у справах СНД, євразійської інтеграції і зв'язків зі співвітчизниками Леонід Слуцький, знаходячись в складі делегації в Криму, повідомив, що Росія вживатиме «будь-які адекватні дії щодо захисту співвітчизників, що проживають в Криму». Він також підкреслив, що сепаратистські настрої в Криму, на думку депутата, провокує нова українська влада.

#### Мітинги перед Верховною Радою Криму

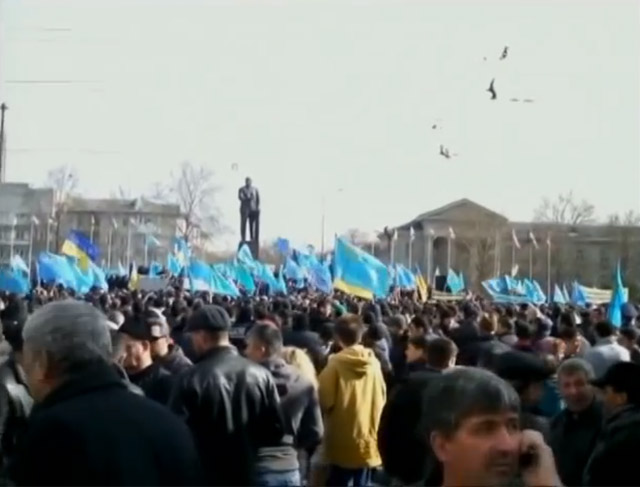
Проукраїнська маніфестація у Сімферополі

Під будівлею Верховної Ради АР Крим пройшли два мітинги, в одному з яких узяли участь представники проросійських організацій, котрі вимагали приєднання автономії до складу Росії, у іншому — українські патріоти та кримські татари, котрі наголошували на необхідності територіальної цілісності України.
Між учасниками мітингів виникли сутички, у ході яких постраждали 30 осіб. Під час сутичок учасники акцій отримали черепно-мозкові травми, тупі травми живота тощо; 6 осіб було госпіталізовано: 3 з них перебували у важкому стані, 3 — у середньому. За словами лідера кримських татар Мустафи Джемілєва в акції на підтримку збереження Криму у складі України взяли участь близько 12-13 тисяч татар; Джемілєв також повідомив про смерть 2 осіб у ході протистоянь: в одного чоловіка стався серцевий напад, іншу жінку затоптав натовп.
Коментуючи протистояння, виконувач обов'язків президента України Олександр Турчинов заявив, що нинішньою «відсутністю влади» в Києві скористалися «ті, хто ненавидить Україну, хто хоче її розколоти» та закликав дати опір різним проявам сепаратистських тенденцій..

### 27 лютого

#### Захоплення адмінбудівель

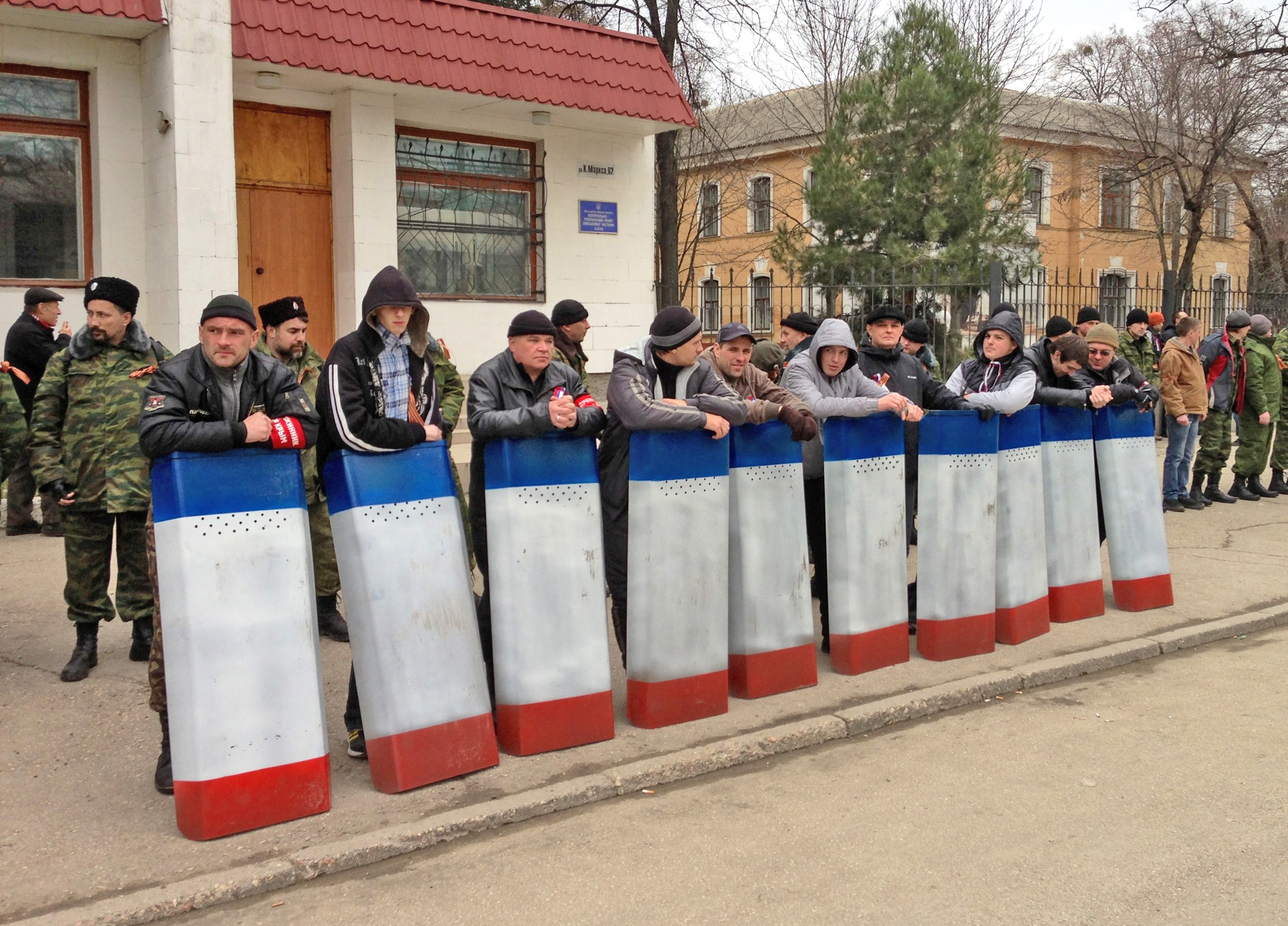
Загін кримської «самооборони» з щитами у кольорах прапору АРК

У ніч на 27 лютого будівлі Верховної Ради та Уряду АРК захопили озброєні російські спецпризначенці та встановили на будівлях російські прапори. За словами народного депутата Сергія Куніцина, адміністративні будівлі захопили професійно підготовлені люди, які озброєні автоматами, кулеметами, гранатометами тощо. За повідомленнями ЗМІ центр Сімферополя було перекрито правоохоронцями, піднятими по тривозі, обмежено рух громадського транспорту.
Невідомі повідомили представникові Ради міністрів АРК, що вони є «самообороною російськомовних громадян», російські ЗМІ поширювали інформацію, що бойовики є бійцями севастопольського загону «Беркуту», розформованого 25 лютого. Народний депутат Геннадій Москаль підтвердив, що до захоплення адміністративних будівель можуть бути причетні бійці розформованого спецпідрозділу, крім того, політик зазначив, що у будівлі Верхової Ради АРК можуть перебувати до 100 бойовиків, озброєних сучасними видами озброєння, а сама будівля може бути замінована по периметру.

#### Засідання Верховної Ради Криму

Частка громадян України за регіоном, котрі хочуть щоб Україна приєдналася до Росії, лютий 2014 (за даними КМІС)

27 лютого кримський парламент затвердив рішення щодо проведення референдуму щодо розширення повноважень автономії 25 травня 2014 року. Рішення щодо проведення волевиявлення було підтримане 61 депутатом з 64 зареєстрованих у залі. На референдум буде винесено питання «Автономна Республіка Крим володіє державною самостійністю і входить до складу України на основі угод і домовленостей». У ЦВК заявили про неможливість проведення референдуму щодо самовизначення Криму, оскільки за законами України проведення місцевих референдумів неможливе.Міліція оточила квартал, де знаходиться будівля Ради Міністрів АР Крим. Голова Ради міністрів АР Крим Анатолій Могильов намагався провести перемовини, натомість нападники заявили, що неуповноважені вести переговори та висувати вимоги.
Крім того, на сесії парламенту АРК було проголосовано відставку Ради міністрів АРК на чолі з Анатолієм Могильовим: рішення підтримали 55 депутатів. На сесії було обрано нового голову Ради міністрів Криму: на розгляд парламенту спікер Володимир Константинов виніс кандидатуру лідера партії «Руська єдність» Сергія Аксьонова, якого підтримали 53 депутати.

#### Делегація російських депутатів
27 лютого до Севастополя прибула група депутатів Державної Думи Росії, на чолі зі віце-спікером Володимиром Васильєвим. Серед делегатів були присутні депутати Микола Валуєв, Валентина Терешкова, Ірина Родніна та мер Москви Сергій Собянін. Політики виступили на мітингу біля Севастопольської міської державної адміністрації та висловили підтримку ідеям приєднання Криму до Росії.

#### Захоплення аеропорту «Бельбек»
27 лютого 4 рота так званого «ополчення» отримала наказ на захоплення аеропорту «Бельбек». Вони виламали металеві ворота та потрапили на територію аеропорту, де, однак, їх зустріли співробітники СБУ, які намагалися перешкодити захопленню. Однак близько 23 години до аеропорту «Бельбек» приїхали понад 10 бронетранспортерів і вантажівок без номерів з російськими військовослужбовцями, одягнутими у камуфляжну форму без знаків розрізнення  [Архівовано 24 листопада 2020 у Wayback Machine.]. Вони оточили летовище по периметру. Необхідність патрулювання аеропорту вони зумовили тим, «щоб не допустити прильоту якихось бойовиків». Пізніше було захоплено злітну смугу аеропорту. Загальна кількість російських військових оцінюється в приблизно 300 осіб.

#### Поромна переправа
27 лютого 2014 року близько 16-ї години робота переправи Крим — Кавказ з української сторони в місті Керч була зупинена. Поромна переправа відновила свою роботу, але вранці 1 березня поромна переправа з української сторони була захоплена російськими військовими.

### 28 лютого
Невідомі озброєні люди у камуфляжній формі побудували з бетонних блоків, мішків з піском та інших підручних засобів блокпости на в'їздах до Автономної Республіки Крим. Пости з'явилися на трасі Скадовськ — Армянськ на кордоні з Херсонською областю у селі Чонгар. Блок-пости виявлені на трасі Каланчак (смт)—Армянськ та поблизу Джанкоя. На усіх блокпостах вивішені прапори Росії, їх охороняють автоматники у камуфляжній формі, а також люди у формі міліції та «Беркуту».

#### Захоплення аеропорту «Сімферополь»

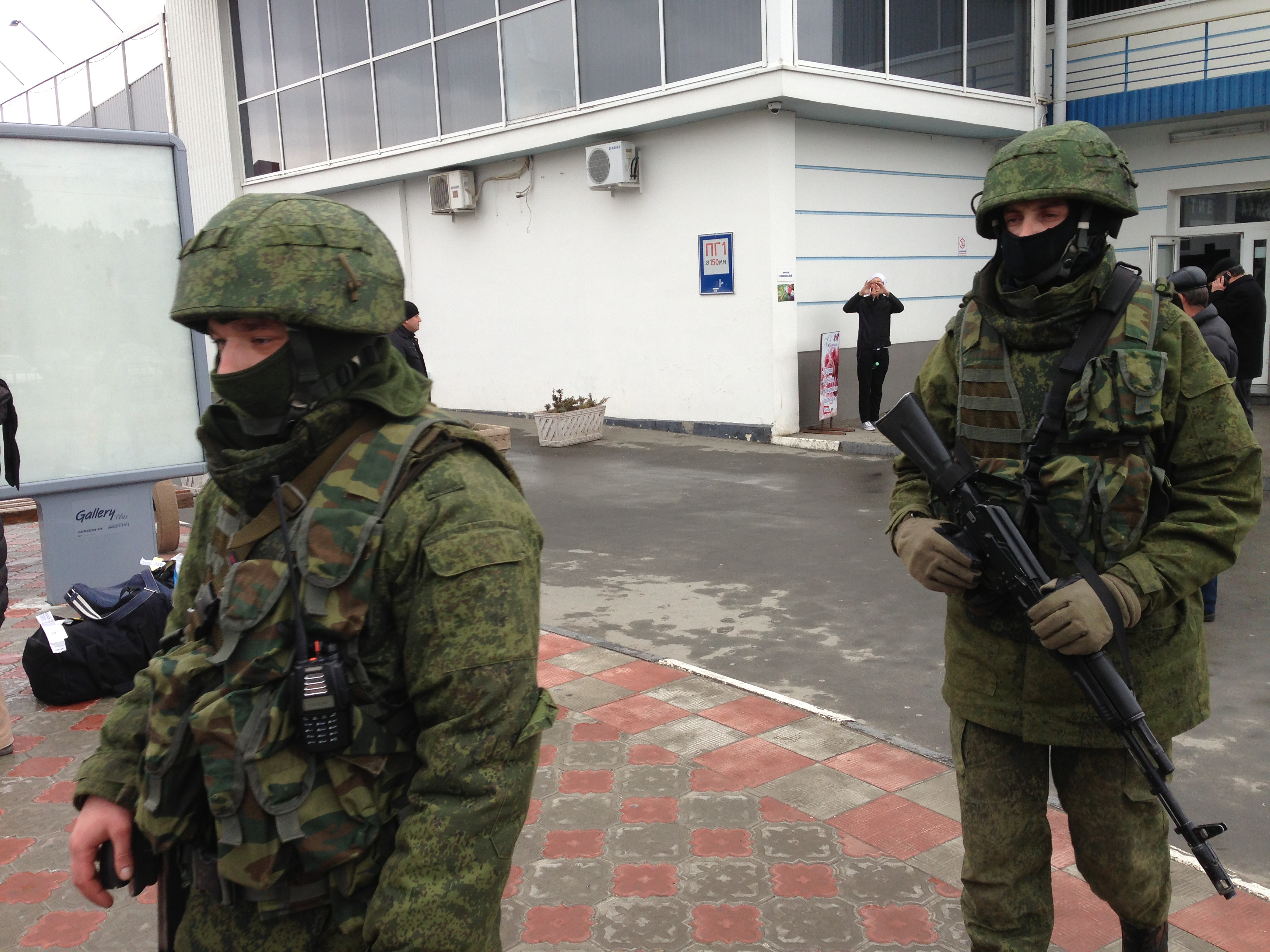
Озброєні військові без знаків розрізнення на території аеропорту «Сімферополь»

Близько опівночі на територію міжнародного аеропорту «Сімферополь» проникли близько 100 цивільних, які назвали себе «козацькою сотнею». Близько 1 години невідомі були відтіснені співробітниками міліції та внутрішніх військ до будівель аеропорту, а згодом за межі території аеропорту. Близько 1:30 до сімферопольського аеропорту вантажівками прибули 119 російських військових без знаків розрізнення, що зайняли приміщення ресторану летовища.
Вранці 28 лютого близько 100 невідомих автоматників оточили по периметру міжнародний аеропорт «Сімферополь». За словами міністра внутрішніх справ України Арсена Авакова аеропорт «Сімферополь» продовжує свою роботу у той час, як аеропорт «Бельбек» заблокований. За словами міністра кримські летовища захопили представники збройних сил Росії.

#### Операції російських військ
Державна прикордонна служба повідомила про перетин кордону 10 російськими військовими гелікоптерами, однак дозвіл на перетин кордону було надано лише трьом. Повідомлялося про рух колони з 10 БТРів зі західної частини Криму (з боку Севастополя) на Сімферополь та приземлення 5 військових літаків «Іл-76» на військовому аеродромі у Гвардійському.
Близько 30 озброєних військовиків 810-ї бригади морської піхоти ЧФ РФ блокували підходи до Севастопольського загону морської охорони Державної прикордонної служби України. Свої дії керівник загону російських військових обумовив виконанням рішення Ради Безпеки Криму з метою недопущення захоплення зброї «екстремістами». Повідомлялося про рейд ракетного катеру Чорноморського флоту Росії «Івановець» до Балаклавської бухти, заблокувавши вихід у море кораблям ВМС України; російська сторона причиною перебування корабля у бухті назвала несправність двигуна судна.
Близько 10-15 військових спецпідрозділів Головного розвідувального управління Збройних сил Російської Федерації, що прибули напередодні, заблокували державне підприємство «Кримаерорух» на території аеропорту «Сімферополь», що забезпечує авіаційну навігацію над Кримом. На території підприємства також перебували представники «самооборони» з георгіївськими стрічками.
Інформаційне агентство «ІТАР–ТАРС» повідомило про закриття повітряного простору над Сімферополем, хоча аеропорт продовжує працювати, водночас «Reuters» повідомило про закриття повітряного простору над усією територією АРК.

#### Захоплення установ
Увечері невідомі захопили офіс оператора зв'язку «Укртелеком», внаслідок чого компанія втратила можливість забезпечувати зв'язок Криму з рештою території України. Причиною практично повного припинення надання послуг з фіксованого телефонного та мобільного зв'язку ТриМоб та Інтернету у компанії зумовили пошкодженням волоконно-оптичних магістральних кабелів підприємства.
Невідомими було захоплено будівлю ТРК «Крим». За повідомленням журналістів телерадіокомпанії озброєні особи у військовій формі без знаків розрізнення представилися російськими військовими. Співробітники телеканалу «ATR» висловили занепокоєння з приводу можливого захоплення каналу та закликала громадян прийти до офісу каналу з метою протидії можливим силовим діям, повідомлялося про перебування 8 БТРів біля будівлі каналу.

## Березень 2014
1 березня — Рано вранці знов призначений керівник кримської міліції Авруцький з групою супроводжувачів з'явився в Сімферополі і спробував прорватися в будівлю ГУВС, але був зупинений загоном «самооборони».
о 9:00 30 озброєних осіб, ідентифікованих як військовослужбовці ЗС Російської Федерації, проникли на територію дислокованої в м. Судак 727-ї окремої радіолокаційної роти тактичної групи «Крим» Повітряного командування «Південь» Повітряних Сил ЗС України, «близько 20:30 того ж дня російські військові оголосили вимогу командуванню військової частини щодо здачі зброї та боєприпасів, погрожуючи у випадку відмови застосувати зброю. О 21:20 зброю завантажили на автомобіль і вивезли з військової частини»
о 13:00 озброєний загін в кількості близько 300 російських спецпризначенців на 10 машинах намагався взяти під свій контроль українську прикордонну заставу в Балаклаві. Мешканці Балаклави стали живим щитом між українською прикордонною заставою та російськими військовими, вимагаючи не допустити кровопролиття. Однак незабаром військовослужбовці ЧФ таки заблокували прикордонну частину і запропонували українським прикордонникам покинути частину на своїх кораблях, залишивши її повністю під контролем російських військовослужбовців. Українська сторона пропозицію прийняла.
Спроба загарбників взяти під контроль Штаб військ берегової оборони Військово-Морських сил України.
Керченська поромна переправа з української сторони була захоплена російськими військовими
Російські військові вчинили провокацію: біля Будинку Профспілок в 50 метрах від Кабміну АРК в Сімферополі пролунали автоматні черги, залягли невідомі люди в чорній формі, з чорними масками на обличчях і білими пов'язками на руках.
В телеефірі показали тіла російських військових, які нерухомо лежали на дорозі, а потім заявили про нібито загиблих внаслідок стрілянини біля Ради міністрів Криму військовослужбовців РФ. Після цієї заяви Володимир Путін звернувся до Ради Федерації щодо дозволу на введення російських військ в Україну.
Самопроголошений голова Ради міністрів АР Крим Сергій Аксьонов заявив про підпорядкування собі кримських «силовиків» і звернувся до президента Росії В. Путіна посприяти у «забезпеченні миру і спокою» на території Криму. У відповідь того ж дня Президент РФ відправив до Ради Федерації пропозицію про введення російських військ у Крим. Обидві палати Державної думи 1 березня 2014 р. проголосували за введення російських військ на територію України і, зокрема, в Крим. Також Аксьонов оголосив про перенесення референдуму щодо самовизначення Криму з 25 травня на 30 березня 2014 року у зв'язку з тим, що «конфлікт вийшов за межі розумного».
З проханням «використовувати Збройні Сили Російської Федерації для відновлення законності, миру, правопорядку, стабільності, захисту населення України» звернувся і зміщений (але він визнавався Росією і кримською владою) президент України Віктор Янукович
Командувачем ВМС України призначений контр-адмірал Д. Березовський
Зранку в порт Феодосії зайшов російський десантний корабель «Зубр». «Зелені чоловічки» оточили військову базу спецпідрозділу «Тигр» в селищі Краснокам'янка під Феодосією. Заблокована була також база морських піхотинців в Феодосії
16 військових вантажівок, вщерть забитих солдатами, в'їхали на територію військового аеродрому у смт Кіровське.
У Джанкої російські війська зайняли аеродром.
Близько 30 осіб проникли на територію запасного командного пункту 55-го зенітно-ракетного полку в Євпаторії та відібрали зброю в кількох десятків українських військовослужбовців, поклали їх на підлогу та вилучили у них засоби зв'язку
До Криму по трасі Харків-Ялта продовжують прибувати автомобілі з російськими «козаками»
Кораблі Державної прикордонної служби вийшли у море у стані повної бойової готовності.
Після зустрічі з Аксьоновим, начальник ГУ МВСУ в АРК Авруцький подав рапорт про відставку, а новим керівником кримської міліції було призначено Сергія Абісова
Близько 21:10 в порт Севастополя без дозволу адміністрації Державної прикордонної служби України увійшли два великі десантні кораблі Балтійського флоту Російської Федерації «Калінінград» і «Мінськ»
Штаб «Правого сектора» оголосив про термінову мобілізацію та озброєння власних підрозділів та наказав підрозділам координувати свої дії зі збройними силами, МВС та СБУ.
Лідер партії «УДАР» Віталій Кличко звернувся до в. о. Президента України Олександра Турчинова з вимогою щодо необхідності терміново направити заяву до ООН про невідкладне скликання Ради Безпеки ООН у зв'язку з агресією Росії проти України. Він наполягає на терміновому скликанні і проведенні сесії Верховної Ради для денонсування угоди про перебування Чорноморського флоту Росії у Севастополі.
Близько 17 години в. о. Президента України Олександр Турчинов скликав закрите засідання РНБО України. Члени РНБО закликали Росію повернути війська до місць їхньої дислокації та повідомили, що Збройні сили України приведені у стан повної бойової готовності. Пропозицію про введення воєнного стану по всій підтримав тільки Олександр Турчинов.
Хвиля проросійських мітингів у великих містах південно-східної України. У Донецьку і Луганську над будівлями облдержадміністрацій було встановлено російські прапори.

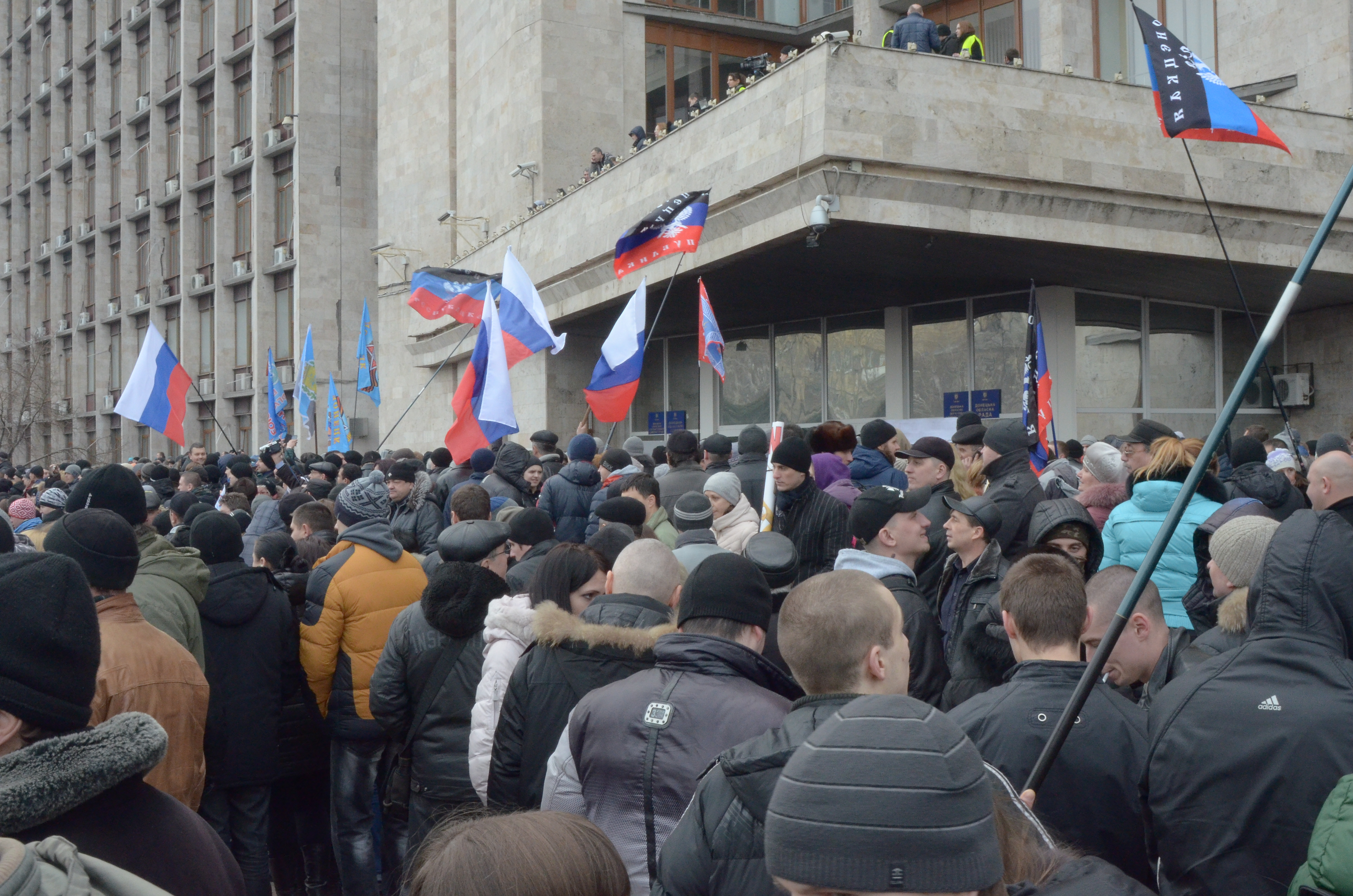
Мітинг у Донецьку 1 березня 2014

У Донецьку від 7 до 15 тисяч осіб зібралися на мітинг на площі Леніна і попрямували до облдержадміністрації. Близько 12 години до них приєдналися тітушки і активісти сепаратистської організації «Донецька республіка». Протестувальники, які викрикували гасла «Росія» і «Слава Беркуту», намагалися штурмувати установу. Між прихильниками Євромайдану і проросійськими активістами розпочались зіткнення. Під стінами ОДА демонстранти вимагали провести референдум про відокремлення Донбасу зі складу України. Учасники штурму спустили з флагштоку прапор України і натомість підняли російський прапор. Головою області мітингарі «обрали» місцевого бізнесмена Павла Губарєва, який проголосив себе лідером «Народного ополчення Донбасу».
Поряд з проросійськими виступами перед будівлею Донецької ОДА пройшов мітинг на підтримку голови облдержадміністрації Андрія Шишацького, на якому були присутні працівники бюджетної сфери міста.
Увечері Донецька міська рада, побоюючись тиску проросійських сил, скликала позачергову сесію, яка одноголосно ухвалила рішення про проведення референдуму щодо подальшого перебування регіону у складі України.
В Маріуполі пройшов організований КПУ так званий «антифашистський» мітинг чисельністю близько 500—1000 чоловік. Протестуючі несли червоні прапори, прапори Росії, а також чорно-жовто-білий прапор Російської імперії. Після мітингу біля пам'ятника В. Висоцькому частина протестуючих перейшла до будівлі міської адміністрації, де кілька тисяч громадян зібралося вислухати позицію міського голови і міської влади по відношенню до зміни влади в Україні. Частина присутніх прорвалася в будівлю, де відбулися їх переговори з міським головою Юрієм Хотлубєєм.
В центрі Луганська пройшов мітинг проросійських організацій під прапорами Росії. Учасники виступали проти нової української влади, вигукуючи лозунги проти «коричневої чуми» та «фашистів», а також за надання російській мові статусу державної.
Перед учасниками мітингу виступив голова Луганської обласної ради Валерій Голенко. Надалі учасники мітингу з прапорами організації «Молода гвардія» направилися до будівлі Луганської ОДА, де спустили прапори України та підняли російські прапор. Керував підняттям прапорів Росії депутат Луганського обласної ради Арсен Клінчаєв, котрий повідомив про початок запису добровольців у народні дружини
У Харкові з ініціативи мера Геннадія Кернеса на площі Свободи було проведено «мирний мітинг» «За Харків», по закінченні якого толпа з російськими прапорами влаштувала штурм будівлі Харківської облдержадміністрації, в якій перебували активісти харківського Євромайдану. Між ними відбулась сутичка, під час якої проросійські налаштовані активісти палицями побили активістів Євромайдану, а над будівлею ОДА активіст з Москви встановив російський прапор. Постраждали 97 осіб, т. ч. письменник Сергій Жадан. Співробітники правоохоронних органів у бійку активно не втручались. Мер Харкова Геннадій Кернес поклав відповідальність за бійку на активістів Євромайдану.
У Дніпропетровську проросійські маніфестанти пройшли центром міста і на центральній площі вивісили прапори УРСР та Росії.
У Мелітополі кілька тисяч людей зібралися на марш на підтримку Криму і Південного Сходу України. Серед гасел були: «Ми з Росією та Білоруссю», «Беркут Герой!», «Ми не підкоряємося нової влади!», «Ми за Митний Союз». На будівлі міської ради учасники маршу встановили три прапори: України, Росії та Георгіївський
В Миколаєві проросійськими силами було організовано мітинг, на якому лунали закликами утворити нове федеральне об'єднання разом з Одесою та Херсоном
В Одесі на Куликовому полі відбувся сепаратистський мітинг з гаслами за федералізацію і другу державну мову
У Херсоні на площі Свободи відбувся мітинг «Російська весна». Активісти проросійських організацій, КПУ, КОБ та інші знищили пам'ятник «Небесній сотні», та закликали Путіна ввести війська. Активну участь у мітингу брали активісти «Українського вибору» Віктора Медведчука, та афілійовані з ним структури.
2 березня — Командувач ВМСУ контр-адмірал Д. Березовський видав наказ скласти зброю і не чинити опір російським військам, присягнув на вірність «мешканцям АР Крим та міста Севастополя» і почав активно агітувати переходити на бік ворога військовослужбовців ЗСУ у Криму, за що був негайно звільнений з посади.
В Севастополь без дозволу адміністрації Державної прикордонної служби України зайшли великі десантні кораблі «Оленегорський Гірник» Північного флоту і «Георгій Побідоносець» Балтійського флоту Російської Федерації.
У Севастополі був блокований штаб ВМС України, будівля була знеструмлена.
Вранці заступник командувача Південним військовим округом РФ і заступник командира 810-ї бригади морської піхоти ЧФ РФ пред'явили ультиматум 1-му батальйону морської піхоти ВМС України у Феодосії — протягом години скласти зброю і передати російським військовослужбовцям склади.
Поблизу смт Перевального близько було заблоковано 36-ту бригаду берегової оборони ВМС України. Бригаду оточили близько 100 озброєних бійців, близько 20 вантажних автомобілів марки КАМАЗ та кількома автомобілями «Тигр»
Близько тисячі кримських татар спробували виступити в якості «живого щита» між військовослужбовцями батальйону морської піхоти ВМС України (в / ч А-0669) в Керчі і групою озброєних російських військовослужбовців, оточили територію військової частини.
Захоплені штаби Азово-Чорноморського регіонального управління та Сімферопольського прикордонного загону Прикордонної служби України, встановлено контроль над одним з українських дивізіонів ППО в районі мису Фіолент.
В кримських ЗМІ розповсюджена провокативна і брехлива інформація про «переміщення озброєних татарських загонів в напрямку Сімферополя та Севастополя», а в кримських лікарнях було оголошено про термінову підготовку до прийому великої кількості вбитих і поранених.
Колегія Генеральної прокуратури України виступила зі зверненням, в якому заявила: «Військовослужбовці Збройних сил України повинні пам'ятати, що вони присягали на вірність українському народові! Отже, виконання ними вимог по здачі зброї, залишення військової техніки і місць дислокації буде розцінюватися як державна зрада з відповідними правовими наслідками»
Збройні Сили України приведено в бойову готовність «Повна»
У Донецьку близько 1 тисячі чоловік зібралися на антиукраїнський мітинг біля будівлі Донецької ОДА під прапорами Росії, Радянського Союзу, партії «Російський блок» і забороненої організації «Донецька республіка». Люди виступали проти центральної і місцевої влади.
В Маріуполі під час сесії міськради з протилежних сторін будівлі міськради паралельно проходило два мітинги — один на підтримку цілісності України, другий — противників чинної київської влади.
На засіданні Луганської обласної ради депутати ухвалили рішення про визнання нелегітимними центральних органів виконавчої влади України. Крім того, депутати підтримали рішення про проведення референдуму щодо федералізації України і закликали Верховну Раду України здійснити певні кроки в інтересах Росії.
На мітингу зібралося до 400 активістів з прапорами партії «Руська єдність» та організації «Луганська гвардія», які заблокували депутатів всередині до ухвалення необхідних рішень. Лідер «Луганської гвардії» Олександр Харитонов передав обласній раді резолюцію рішення про звернення до Путіна, однак депутати відмовилися підтримувати резолюцію. Після цього невідомі у масках з російськими прапорами та щитами штурмували будівлю обласної ради, зламавши ворота, заблокувавши виходи та встановивши на даху прапор Росії.
У Херсоні до місцевих проросійських активістів приєдналися особи, які прибули з Криму. На захист будівлі обласної ради поряд з активістами Самооборони та фанатами місцевого футбольного клубу «Кристал», вийшли сотні херсонців.
3 березня — На вірність т. зв. «народу Криму» присягнули «начальник Служби безпеки» Петро Зима, «начальник Головного управління внутрішніх справ» Сергій Абісов, «начальник Головного управління Служби з надзвичайних ситуацій» Сергій Шахов і виконувач обов'язків «начальника прикордонної служби» Віктор Мельниченко (раніше — перший заступник начальника Азово-Чорноморського регіонального управління Держприкордонслужби України).
Разом з тим з'явилась інформація, що співробітники Головного управління СБУ в АР Крим відмовилися визнавати призначеного новими кримською владою керівника. Начальник Кримського територіального командування внутрішніх військ України Микола Балан заявив, що внутрішні війська підпорядковуються міністру внутрішніх справ і «все військовослужбовці на 100 відсотків вірними своїй присязі і своєму військовому обов'язку». Відмовився підкорятися новому прем'єр-міністру Криму і керівник Державної пенітенціарної служби України в АР Крим і Севастополі Олег Грач.
Екс-командувач ВМС України, військовий злочинець і колаборант Денис Березовський у супроводі російських «козаків» з російськими триколорами увірвався у штаб ВМС України у Севастополі і намагався вмовити керівний склад перейти на сторону окупанта Росії, обіцяючи зарплату на рівні ЧФ РФ.

Р. Аметов, вбитий загарбниками

Мешканець Сімферополя Решат Аметов взяв участь в мирному протесті на площі Леніна в Сімферополі, де його захопили бандити у формі т. зв. «самооборони Криму». 15 березня 2014 року його тіло було знайдено в селі Суничному Білогірського району з численними слідами тортур. Решат Аметов вважається першою жертвою російсько — української війни.
Льотчики Сакської морської авіаційної бригади ВМС ЗС України, незважаючи на повну блокаду військової частини російськими десантниками, зуміли підняти у повітря бойові протичовнові вертольоти і літаки та успішно передислокувати їх до військового аеродрому в Миколаєві.
Президія ВР АР Крим заявила, що питання референдуму не містить положень про відділення АР Крим від України, при цьому «ми виступали і виступаємо за наділення Кримської автономії широкими повноваженнями, які повинні бути гарантовані за будь-яких змінах центральної влади і конституції України». Референдуму щодо статусу та повноважень АР Крим було перенесено на 30 березня.
Прем'єр-міністр Росії Дмитро Медведєв заявив, що уряд Росії готовий надати Криму фінансову допомогу — забезпечити виплату зарплат, пенсій, допомог і стабільну роботу бюджетних установ.
З'явилась інформація, що командувач Чорноморським флотом РФ Олександр Вітко зажадав від українських військовослужбовців здатися до 5 годину ранку 4 березня; в іншому випадку, російські військові погрожують розпочати штурми підрозділів і частин ЗС України по всьому Криму;
В Севастополі козаки за підтримки російських морських піхотинців спробували захопити штаб ВМСУ.
В Севастопольській бухті кораблі ВМСУ «Тернопіль» і «Славутич» були заблоковані бойовими кораблями і суднами Чорноморського флоту Росії, на кожному з яких знаходились озброєні підрозділи морської піхоти у кількості до взводу; екіпаж корабля управління «Славутич» запобіг спробі захоплення корабля.
Блоковано зовнішній рейд військово-морської бази «Севастополь»
Частково захоплені об'єкти в/ч 4515 у Бельбеку
В селі Затишне під Євпаторією, козаки під прикриттям солдатів РФ штурмовали військову частину.
Ракетний катер «Івановець» ЧФ РФ заблокував вихід українським кораблям з бази на озері Донузлав.
На поромній переправі Крим-Кавказ відбулося накопичення бронетехніки (було помічено 15 танків і 10 БТРів), тривали активні переміщення кораблів російських ВМС в акваторію Чорного моря на вхід і вихід з порту Севастополь, російські військові здійснюють моральний і фізичний тиск на прикордонників і активно ведуть спроби вербування персоналу.
Через пункт пропуску поромного сполучення «Крим-Кубань» в Керчі під прикриттям військовослужбовців ЧФ РФ відбувся прорив двох мікроавтобусів і трьох вантажівок Камаз з озброєними особами. Надалі ця група озброєних осіб із застосуванням фізичної сили захопила місце дислокації відділу прикордонної служби України «Керч»
Антиукраїнський мітинг у Сімферополі
У Донецьку проросійськими демонстрантами було захоплено частину будівлі Донецької ОДА, де на засіданні депутати обрали нового голову ради Андрія Шишацького. Близько 1000 осіб з російськими триколорами на чолі з самопроголошеним «губернатором» Павлом Губарєвим увірвалися до сесійної зали обласної ради, через що у залі сталася сутичка. Павло Губарєв заявив, що планується утворення «тимчасового уряду Донбасу», створення сил самооборони, а керівництву УВС, прокуратури та СБУ області було запропоновано скласти присягу «народній владі».
В Одесі близько 700 сепаратистів штурмували будівлю облради і підняли російський прапор, проте це не завадило облраді прийняти звернення щодо недопущення вторгнення іноземних військ в Україну
Країни «Великої вісімки» заморозили підготовку до саміту G8 в Сочі і виступили із засудженням дій Росії щодо України. Країни G8 назвали дії Росії очевидним порушенням суверенітету України, і несумісними з діяльністю «Великої вісімки». В подальшому «Велика вісімка» перетворилась знов на «Велику сімку» (без Росії).
Російський ринок акцій відкрився обвалом індексів РТС і ММВБ на 4,8 і 5 відсотків відповідно. В результаті російський ринок втратив близько 2 трильйонів рублів.
Російський прем'єр-міністр Д. Мєдвєдєв розпорядився почати будівництво мосту з Росії до Криму через Керченську протоку.
4 березня — Рада безпеки ООН зібралася на третє екстрене засідання з питання подій в Україні. Представники практично всіх країн членів Радбезу заявили про принципову підтримку територіальної цілісності України, висловилися за невідкладне врегулювання напруженості в українсько-російських відносинах шляхом політичного діалогу і підтримали прохання про негайні консультації в рамках Будапештського угоди між США, Великою Британією, Росією та Україною.
Окружний адміністративний суд Києва визнав незаконними рішення кримського парламенту про призначення Аксьонова прем'єром і проведення референдуму.
У Євпаторії з вечора кілька сотень військовиків збройних сил Російської Федерації оточили КПП зенітно-ракетної частини і пішли на штурм. Українські солдати стали живим щитом щоб стримати натиск штурмовиків. Російським військовим допомагали колишні службовці кримського «Беркуту»
З'явилась інформація, що всі командні пункти, радіотехнічні батальйони і роти на території Криму знаходяться в облозі російських військ і загонів «кримської самооборони»
Російські військові зруйнували об'єкти в зенітно-ракетному полку на Фіоленті в Севастополі.
СБУ констатувала, що Крим повністю зайнятий російськими військами.
Держприкордонслужба України встановила посилений контроль в Херсонській області на в'їзді в Крим. КПП, розгорнуті в Салькове, Каланчаку і Чаплинці, посилені військовослужбовцями мобільних прикордонних підрозділів, МВС і збройних сил України.
У Генеральному штабі ЗСУ заявили, що на території Криму знаходяться російські військовослужбовці, які не входять до складу ЧФ, — зокрема, зі складу 18-ї окремої механізованої бригади, яка дислокується в Чеченській республіці, а також 31-ї окремої десантно-штурмової бригади ВДВ (Ульяновськ) та 22-ї бригади спецпризначення (Краснодарський край).
За інформацією в. о. міністра оборони України І. Тенюха, за останні дні Росія збільшила кількість своїх військових на території України на 5,5 тис. — до 16 тис. осіб.
У Донецьку на площі перед Спасо-Преображенським кафедральним собором пройшов мітинг прихильників єдності України, який зібрав близько 1500 осіб.
У Харкові проросійські активісти знову штурмовали ОДА
Декілька сотень росіян вийшли до будівлі Міністерства оборони РФ у Москві проти введення російських військ до України з гаслами «Руки геть від України!».
Президент Путін провів прес-конференцію про ситуацію на Україні, де, зокрема, заперечував участь російських військ в кримських подіях, заявивши, що там діють лише місцеві «сили самооборони». Також він заявив, що питання про приєднання Криму до Росії не розглядається. При цьому він назвав нову українську владу нелегітимною і звинуватив їх в скоєнні антиконституційного збройного перевороту. Також Путін заявив про право Росії використовувати всі засоби для захисту своїх громадян в разі загрози їхньому життю в Криму.
Одночасно Путін заявив, що російські військовослужбовці у Криму будуть прикриватись від української армії, ховаючись за живим щитом з українських жінок та дітей і він хоче подивитись на тих, хто віддасть наказ стріляти по своїм громадянам
Повідомлено, що президент Путін віддав наказ військам і з'єднанням, які брали участь у військових навчаннях, повертатися в місця постійної дислокації.
5 березня — на мисі Фіолент у Севастополі російські військовики захопили зенітно-ракетний полк та заблокували військову частину, знищивши обладнання бази та взявши під контроль стартові позиції ракет.
Російські військові відрізали від постачання з боку суші корвет «Тернопіль». Два підступи до причалу були повністю перекриті особами у військовій формі озброєними снайперськими гвинтівками, кулеметами та автоматичною зброєю. Командир корвету «Тернопіль» Максим Ємельяненко зазначив, що наочно видно підготовку захоплення корабля, але його екіпаж готовий битися.
До військової частини А0883 (Керч, 9-й кілометр), яка охороняє повітряний простір України, під'їхали дві вантажівки з російськими номерами (90-й регіон), наповнені російськими військовими, озброєних автоматами. Російські військові ультимативно зажадали від українських бійців здати зброю. Українські захисники відмовились здаватися і передали інформацію про ультиматум керівництву в Севастополь. До частини під'їхали дружини і мами бійців, які просили росіян відступити, і заявили, що готові захищати своїх рідних, які служать в частині.
Військовослужбовці РФ зняли блокаду з українських військових частин в Перевальному, Феодосії та Бахчисараї.
У Ялті пройшов нечисленний мітинг молоді на підтримку України.
Біля військової частини під Ялтою був викрадений перший заступник Голови Державної прикордонної служби України генерал-полковник Михайло Коваль — за свідченнями очевидця: «російські байкери зупинили авто, порізали шини та забрали прикордонника», незабаром після успішних переговорів він був звільнений.
С. Аксьонов відмовився від переговорів з Києвом, називаючи чинну владу нелегітимною. Шевченківський суд Києва постановив затримати його і В. Константинова.
У Донецьку під приводом виявлення вибухового пристрою в будівлі, міліція очистила обласну адміністрацію від протестуючих, над будівлею знову був вивішений український прапор. До 16:00 під адміністрацією зібралося близько 5 тисяч антиукраїнських мітингувальників, серед яких, зокрема, були присутні активісти «Народного ополчення Донбасу», «Російського блоку» і громадяни Росії. У той же час на площі Леніна почався мітинг прихильників єдності України, який зібрав близько 7—10 тисяч активістів. Через деякий час, учасники мітингу, очолювані П. Губарєвим, розпочали штурм будівлі ОДА і знову зайняли її, вивісивши над нею російський триколор.
Після захоплення будівлі ОДА прихильники референдуму розділилися. Біля кількох сотень з них підтримали Павла Губарева та пішли захоплювати будівлю Головного управління державного казначейства в Донецькій області. У той же час інша група з близько 1500 проросійських активістів рушила в бік площі Леніна, де вступила в бійку з прихильниками єдності України, в ході якої постраждали 7 осіб.
В Маріуполі біля будівлі міськради близько 500 прихильників цілісності України зібралися на антивоєнному мітингу
Проросійський мітинг у Запоріжжі зібрав близько 200 осіб.
У Мелітополі зібралися близько 100 проросійських мітингівальників. Знову обговорювалися питання зовнішньої політики і самовизначення регионов.
Міністр оборони РФ Сергій Шойгу заявив, що люди у військовій формі без розпізнавальних знаків в Криму ніякого відношення до російської армії не мають.
Путіна номіновано на Нобелівську премію миру.
6 березня — у ніч на 6 березня російські військові затопили поблизу входу до озера Донузлав списані раніше протичовновий корабель «Очаків» та рятувальне буксирне судно «Шахтар», якими заблокували вихід у море п'яти українських військових кораблів з Південної військово-морської бази. Ракетний крейсер «Москва» зі складу ЧФ в супроводі чотирьох суден забезпечення встав біля входу в бухту Донузлав, блокуючи таким чином вихід кораблів ВМС України.
Російські військові повернулися в Перевальне, атакували відділ прикордонної служби «Євпаторія» та мобільну прикордонну заставу «Массандра», всього — близько 10 прикордонних частин.
Близько 10 години було захоплено радіотелевізійний передавальний центр у Сімферополі. Від мовлення на території Криму було відключено 5 канал та 1+1, а на частотах Чорноморської ТРК було включено сигнал каналу Росія-24 (під назвою «Крим-24»). На частотах 1+1 розпочав мовлення телеканал «Росія-1». Розпорядження стосовно відключення українських каналів на території АРК дав самопроголошений прем'єр-міністр Криму Сергій Аксьонов. Захоплено прокуратуру АР Крим і штаб «Партії регіонів»

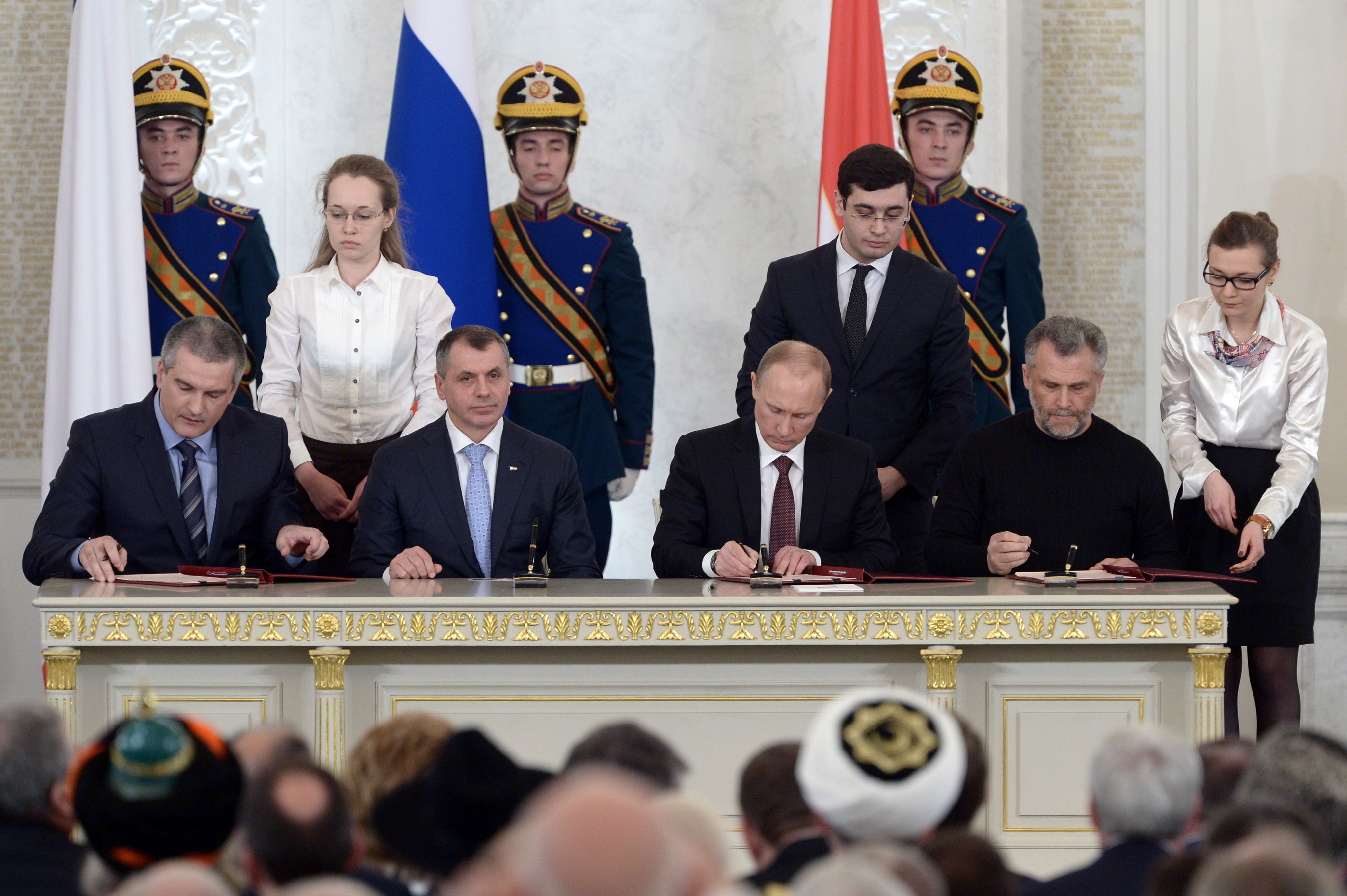
Путін і кримські колаборанти підписують документ про початок тимчасової анексії Криму

Застрелений окупантами пр-к Кокурін С. В.

У Сімферополі російські військові заблокували автомобіль спеціального посланника Генерального секретаря ООН Роберта Серрі, який був змушений перервати своє перебування в Криму і покинути півострів. Також окупанти не допустили у Крим місію ОБСЄ.
У Сімферополі побили та пограбували іноземних журналістів.
Антиросійський мітинг у Строгановці (Сімферополь)
Севастопольська міськрада ухвалила рішення про входження Севастополя до складу Росії.
Верховна Рада АР Крим на своєму засіданні проголосувала за приєднання регіону до складу Росії не чекаючи результатів «референдуму» та звернулася до російського президента та парламенту з вимогою розпочати процедуру надання Криму статусу суб'єкта РФ. Рішення підтримали 78 з 81 присутніх депутатів. Також кримський парламент ухвалив рішення про перенесення референдуму про статус Криму на 16 березня 2014 року та затвердила питання, які будуть на нього винесені:
- Ви за возз'єднання Криму з Росією на правах суб'єкта Російської Федерації?
- Ви за відновлення дії Конституції Республіки Крим 1992 року і за статус Криму як частини України?

Перший віце-прем'єр АР Крим Р. Теміргалієв заявив, що «Крим став територією Російської Федерації і єдиними законними збройними формуваннями на території Криму є російською збройні сили. Збройні сили третіх держав або інших держава вважатимуться окупантами»
Центральна виборча комісія (ЦВК) доручила заблокувати доступ до бази даних Держреєстру виборців для органів Держреєстру АР Крим та Севастополя.
У Донецьку правоохоронці знову очистили будівлю Донецької ОДА, затримавши близько 70 проросійських активістів. Співробітникам СБУ і спецназу ввечері цього ж дня на конспіративній квартирі в Донецьку вдалося затримати «народного губернатора» Павла Губарєва
СБУ відкрила справу про спробу відділення Криму. В. о. Президента України О. Турчинов зупинив рішення кримського парламенту про проведення референдуму.
США і Європейський Союз відмовляються визнати легітимність запланованого в Криму на 16 березня референдуму з питання приєднання півострова до Росії і підкреслюють, що будь-яке рішення по Криму може бути прийнято тільки центральним українським урядом в Києві, а не мешканцями півострова.
7 березня — Військову частину А2355 на Юхариній балці у Севастополі штурмували російські військові. За даними Міністерства оборони ворота частини протаранив КАМАЗ, після чого російські військові разом з «козаками» та місцевими активістами зайняли найближчу будівлю. За інформацією ЗМІ особовий склад частини (близько 100 осіб) разом з журналістами заточились у бункері. Під час захоплення частини російські військові побили українських журналістів. Пізніше військові відійшли, залишивши козаків і «самооборону».
Військові зі зброєю і без розпізнавальних знаків силовим методом проникли на територію запасного командного пункту (ЗКП) тактичної групи «Крим» Повітряних Сил Збройних Сил України (ППО).
Державна прикордонна служба України доповіла про знаходження в Криму знаходиться близько 30 тис. російських військових. Заблоковані 11 підрозділів прикордонної служби.
Делегація кримських депутатів на чолі з В. Константиновим прилітає в Москву, де її прийняли глави Ради Федерації і Держдуми Валентина Матвієнко і Сергій Наришкін. В. Костянтинов заявив що мета референдуму — «захист кримчан». За його словами, до Криму «пішли» поїзди дружби «з бойовиками (що виявилось відвертою брехнею), тому треба було діяти дуже швидко».
Постійний представник Росії при ООН Віталій Чуркін заявив, що політичні відносини його країни з Україною перервані, оскільки Москва не визнає легітимності нинішньої української влади.
Радбез ООН заявив, що не визнає «референдум» в Криму, а Держдума Росії, навпаки, заявила, що підтримає «вибор Криму і Севастополя».
8 березня — російські окупанти захопили с. Чонгар на Херсонщині і замінували навколишні поля
Російські військові відкрили вогонь по групі проукраїнських активістів біля військкомату у Сімферополі, який вранці був захоплений окупантами і де вони відкрили штаб «самооборони».
Біля республіканського військкомату у Сімферополі «ввічливі люди» зі зброєю побили журналістів, відібрали флеш-карти та пошкодили техніку
Російські спецпризначенці захопили відділ Прикордонної служби «Щолкіне», і, погрожуючи зброєю, вигнали сім'ї прикордонників на вулицю.
Більше 12 000 жінок по всьому Криму вийшли на антиросійські мітинги.. За іншими даними, протестувальників було від 15 до 20 000. Майже у тисячі населених пунктах Криму вони створили живі ланцюги вздовж доріг та автотрас, тримаючи в руках українські та кримськотатарські прапори і гасла за мир та цілісність країни.
Обстріляно літак Прикордонної служби України поблизу Армянська
Колонна російських військових (біля 70 машин) в'їхала до Сімферополя
Олександр Турчинов призначив новим керівником Головного управління СБУ в АРК Олега Абсалямова, проте прес-служба Верховної Ради АРК повідомила, що в Криму це призначення вважають нелегітимним, так як в Криму створена своя «Служба безпеки».
Більше 50 членів Спілки кінематографістів Росії підписали листа проти російської інтервенції в Україні, в Санкт-Петербурзі відбувся антивоєнний мітинг.
В Маріуполі пройшов п'ятитисячний мітинг, організований комуністичною партією України і представниками «антифашистського комітету» з вимогою проведення референдуму про федералізацію України, визнання права жителів Донецької області на самовизначення та вибір між вступом в митний або європейський союз.
9 березня — близько 15 військовослужбовців без упізнавальних знаків на КамАЗі прибули на військовий аеродром біля м. Джанкой, захопили КПП і деякі об'єкти в/ч А1387, котра охороняла аеродром.
Аеродром морської авіаційної бригади ВМС України в Саках захоплений російськими солдатами у кількості 80 осіб. Помічниками у них були 40—50 цивільних.
У селищі Чорноморське російські військові захопили українську прикордонну заставу.
Антиукраїнські мітинги у Сімферополі, Севастополі, Євпаторії та Керчі.
Майже тисяча осіб вийшла до пам'ятника Шевченку в Севастополі в знак протесту проти підготовлюваного референдуму. Під кінець акції приїхали близько 500 російських молодчиків, козаків, військових, які почали бити учасників мітингу. Російські карателі також затримали одного з учасників мітингу — Миколу Шиптура, якого пізніше засудили до 9 років ув'язнення нібито за підготовку до вбивства члена т. зв. «самооборони».
У Луганську проросійські активісти силою розігнали зібрання біля пам'ятника Тараса Шевченка, учасники якого хотіли відзначити 200-річчя поета.
Під час проросійського мітингу, на якому зібралося за різними оцінками від 10 до 20 тисяч чоловік, протестувальники захопили приміщення Луганської ОДА та вивісили російський прапор на будівлі. За повідомленням ЗМІ, захоплення адміністрації здійснювали активісти «Луганської гвардії» та «Молодої гвардії». Під тиском протестувальників, що зайняли адміністрацію, голова Луганської ОДА Михайло Болотських написав заяву про звільнення, яку пізніше відкликав, заявивши, що написав її під тиском. На мітингу демонстранти обрали «народного губернатора» — лідера руху «Луганська гвардія» Олександра Харитонова. Міліція не протидіяла ані штурму ОДА, ані нападу на учасників проукраїнського мітингу
У Мелітополі протестувальники проти нової влади обговорювали питання проведення референдуму.
в Харкові пройшов масовий проукраїнський мітинг, який зібрав понад 10 тисяч осіб.
10 березня — До Криму було доставлено берегові ракетні комплекси «Бастіон», призначені для ураження надводних кораблів
Близько 120—200 російських солдатів на 8—14 вантажівках о 01:30 прибули до окремої ракетної технічної частини в Чорноморському. Під загрозою штурму і застосування зброї зайшли на територію військової частини, роззброїли весь особовий склад частини, в тому числі і караул ВОХОР
На територію Автобата в Бахчисараї (в/ч 2904) проникли озброєні люди у кількості близько 10 осіб і захопили його. (командир в/ч на той час знаходився у російському полоні).
У Новофедорівці солдати російської армії напали на командний пункт аеродрому
В Сімферополі російські військові захопили військовий госпіталь, а в Севастополі знеструмили штаб ВМСУ, пошкодивши кабель
На території Криму відключено мовлення всіх українських телекомпаній. На їх частотах почали трансляцію російських каналів — «Перший канал», «Росія 24», НТВ, ТНТ, СТС і «Росія 1», з місцевих каналів мовлення продовжує ДТРК «Крим».
У Сімферополі кілька тисяч людей прийшли на площу Леніна на антиукраїнський сепаратистський мітинг. По місту відбувся автопробіг на підтримку референдуму у кількості 40 автівок.
У містах Росії провели багатотисячні мітинги на підтримку російськомовного населення України, а також жителів Криму.
В Луганську проросійські активісти покинули будівлю ОДА, однак під установою знову зібрався мітинг, учасники якого вимагали проведення референдуму щодо федералізації України на території Луганської області та надання російській мові статусу державної. Невідомі особи також захопили офіс телекомпанії Ірта
11 березня — Верховна Рада АР Крим і Севастопольська міська рада прийняли декларацію про «незалежність» Автономної Республіки Крим та міста Севастополя, згідно з якою у разі рішення «народів Криму» в результаті референдуму увійти до складу Російської Федерації, Крим буде оголошений суверенною республікою і саме в такому статусі звернеться до Російської Федерації з пропозицією про прийняття на основі відповідного міждержавного договору до складу Російської Федерації як нового суб'єкта Російської Федерації. Також кримські депутати ухвалили рішення про заборону діяльності на території Криму проукраїнських організацій, серед яких ВО «Свобода», Правий сектор, ВО «Тризуб» імені Степана Бандери, УНА-УНСО, Патріот України, Карпатська січ, Братство, і призначили Наталю Поклонську прокурором «республіки».
На мисі Тарханкут російські солдати прорвалися на територію українською радіолокаційної роти.
Російські військовики та проросійські активісти здійснили спробу захоплення складу з боєприпасами у місті Інкерман.
Міжнародний аеропорт «Сімферополь» відмовився приймати рейси з Києва та Стамбула, скасовані були також й вильоти у ці міста. Аеропорт обслуговував тільки рейси у напрямку Москви.
«Зелені чоловічки» влаштували пожежу на аеродромі «Бельбек».
Олександр Турчинов на засіданні Верховної Ради повідомив, що РНБО України ухвалила рішення сформувати на базі внутрішніх військ Національну гвардію і оголосити часткову мобілізацію в Збройні сили і Національну гвардію
В. о. Міністра оборони України Ігор Тенюх звітував, що із 41 тис. осіб особового складу Сухопутних військ боєздатними є лише 6 тисяч, а також відрапортував про знаходження на південно-східних кордонах України та в Криму 220 тисяч російських військових. МЗС повідомило про присутність в АР Крим 18 780 військових РФ.
За повідомленням Державної прикордонної служби України, з 28 лютого по 11 березня «порушили порядок заходу» в Крим 15 російських військових суден, 48 літальних апаратів 14 раз «порушили порядок здійснення військових польотів», а на Керченській поромній переправі, в пункті пропуску «Крим — поромна переправа» було зафіксовано 10 випадків порушення порядку перетину державного кордону. За цей період без узгодження з Україною до Криму через поромну переправу було переміщено 139 одиниць автомобільної та іншої військової техніки РФ, в основному вантажівки, спеціальні та легкові автомобілі, але також 4 РСЗО «Град» і 6 БТР
У Луганську за сприяння депутата Олега Ляшка заарештовано одного з ватажків сепаратистів Арсена Клінчаєва.
12 березня — Російські військові блокували радіотехнічний батальйон на горі Ай-Петрі
Перший віце-прем'єр Криму Рустам Теміргалієв повідомив про обмеження повітряного сполучення Криму з Україною на період до 17 березня під надуманим приводом: "в зв'язку з можливим прильотом провокаторів. Зокрема, аеропорт Сімферополь приймає тільки рейси з Москви. «Кримаерорух» береться під контроль «Народною самообороною».

Як стало відомо з доповіді і. о. міністра оборони України Ігоря Тенюха в.о. президента України Олександру Турчинову, при приведенні ЗС України у вищі ступені бойової готовності розкрилися «гнітючий стан підготовки особового складу ЗС України, недостатня укомплектованість підрозділів військовими фахівцями і відсутність справної техніки і озброєння». З сухопутних військ України загальною чисельністю 41 тис. осіб боєготовними виявилися тільки 6 тис. (близько 14 %), а серед екіпажів броньованих машин цей показник склав лише 20 % від їх загальної чисельності. Понад 70 % бронетехніки української армії склали морально і фізично застарілі радянські танки Т-64 з терміном експлуатації 30 і більше років. В ППО України готовими до виконання бойових завдань виявилися тільки 10 % особового складу, а у ракет комплексів С-300П і С-200В закінчився гарантійний термін експлуатації. З майже 507 бойових літаків і 121 ударних вертольотів ВПС України лише 15 % виявилися справними і здатними піднятися в повітря, а до бойових вильотів виявилися готові тільки 10 % екіпажів. У ВМФ України станом на 1 березня тільки 4 корабля віднесли до умовно боєздатним: фрегат «Гетьман Сагайдачний», корвет «Тернопіль», корабель управління «Славутич» і великий десантний корабель «Костянтин Ольшанський». Згідно з доповіддю, в якості єдиної ефективної міри для стримування агресії і нанесення гарантованого ураження загонам сил самооборони в Криму і незаконним військовим формуванням, що можуть з'явитися в східних областях країни, можуть розглядатися тільки реактивні системи залпового вогню (РСЗВ) «Ураган» і «Смерч». При цьому Тенюх виступає категорично проти застосування РСЗВ, а лише пропонує посилити їх охорону. Він звертає увагу на «високу ймовірність неточного ураження цілей, враховуючи вкрай низьку підготовку екіпажів (РСЗВ)» і, відповідно, можливу загибель значної кількості мирних жителів

13 березня — Кримську дирекцію Придніпровської залізниці «Укрзалізниці» російські загарбники перепідпорядкували окупаційній владі півострова.
У Донецьку на мітинг за єдність України напали проросійсько налаштовані активісти, озброєні травматичною зброєю, газовими балончиками, битами і шматками арматури. Співробітники органів правопорядку та самооборона Майдану намагалися захистити відхід учасників акції, що дозволило більшості з них покинути площу Леніна. Після відступу основної групи прихильників цілісності України співробітники міліції сховали членів самооборони у свій автобус.
Міліції вдалося затримати кількох нападників, однак під тиском натовпу їх відпустили. За офіційною інформацію під час сутички від ножових поранень загинула одна особа, 10 осіб госпіталізовано.
Загиблим виявився 22-річний активіст Дмитро Чернявський — він став першою жертвою агресії Росії проти України на Донбасі.
Відновлено Національну гвардію України як військове формування з правоохоронними функціями.
У Красноярську, Барнаулі, Пензі, Ульяновську і Підмосков'ї проходять провладні мітинги на підтримку «російськомовного населення» України.
Верховна Рада України попросила ООН про допомогу.
Постійний представник Російської Федерації при ООН Віталій Чуркін на відкритому засіданні Ради безпеки ООН в Нью-Йорку брехливо заявив, що Росія не бачить передумов для початку війни з Україною.
14 березня — до Криму росіянами були доставлені 152-мм гаубиці 2А65, розміщені пізніше на Перекопському перешийку.
У Криму зникли троє Автомайданівців — Сергій Супрун, Наталія Лук'янченко і старший син Анатолія Гриценка Олексій.
Конституційний суд України приймає рішення про неконституційність проведення референдуму в Криму. Путін глузливо заявляє, що «референдум» повністю відповідає нормам міжнародного права та статуту ООН.
Під контролем Росії знаходяться 49 з 56 об'єктів прикордонної служби. Спостережні польоти над територією АР Крим блокуються РФ.
Щодо попередніх подій у Донецьку 13 березня МЗС Росії зробило заяву про те, що «Росія усвідомлює свою відповідальність за життя співвітчизників і співгромадян в Україні і залишає право взяти людей під захист». Винуватцями насильства МЗС назвало прихильників Євромайдану, хоча саме вони зазнали нападу і це було зафіксовано спостерігачами ОБСЄ.
Міністр закордонних справ РФ Сергій Лавров на зустрічі з держсекретарем США Джоном Керрі брехливо заявив, що Росія не має планів вторгнення в Україну.
Європейський суд з прав людини (ЄСПЛ) закликав Росію і Україну утримуватися від військових дій.
15 березня — біля селища Стрілкове (Арабатська стрілка, Генічеський район, Херсонська область) о 13:30 з гелікоптерів Мі-8 висадився десант з 40 (за іншими даними — 70) піхотинців російських військ. Вони висадилась в тилу українських прикордонників при підтримці чотирьох вертольотів і трьох бойових броньованих машини та зайняли позиції поблизу газорозподільчої станції. За повідомленнями місцевих жителів 15 березня 2014 р. на території газового промислу «Чорноморнафтогазу» було помічено близько 50 осіб у цивільному, які з'явилися перед висадкою російських військових. Близько 300 солдатів Російської Федерації оселилися в колишньому пансіонаті МВС поряд з с. Стрілкове. На території пансіонату, крім солдатів, також була помічена військова техніка.
У Білогірському районі Севастополя зі слідами тортур мертвим знайдений кримський татарин Решат Аметов, якого 3 березня у центрі Сімферополя захопили росіяни.
Через залізничну станцію у Керчі до с. Гвардійське пройшов переправлений з Росії через Керченську поромну переправу ешелон з 25 вагонів, на якому було розміщено зенітно-ракетний дивізіон С-300 у складі 4 батарей, а також інженерна техніка — 4 танкові тягачі, пересувні дизель-генератори, автоцистерни та 4 автомобілі УАЗ.
У Севастополі росіяни захопили колишнього співробітника СБУ, активіста Автомайдану Василя Черниша, після чого він пропав безвісти. Він збирав докази присутності російських військ в Криму.
У Харкові проросійські сили, зокрема, «Нічні вовки», «Оплот» з використанням вогнепальної зброї намагалися вночі штурмом захопити офіс організації «Патріот України» у будівлі на вул. Римарській. В результаті 2 особи загинуло, 4 отримали поранення.
Колабораціоністи з «Народного ополчення Донбасу» з російськими прапорами біля Волновахи заблокували рух військової колони Збройних сил України на під'їзді до Донецька, вигукуючи при цьому «Путін» і «Росія».
У Мелітополі відбувся «антифашистський» мітинг, також вівся збір підписів за референдум про вступ до Митного Союзу і позаблоковий статус України.
В переддень Кримського референдуму, аналогічна пропозиція щодо проведення референдуму була озвучена і на мітингах в Маріуполі, серед організаторів якого була Комуністична партія України та Російський блок. Також активісти атакували територію заводу «Рошен».
У Донецьку знов штурмували будівлю СБУ.
Близько 500 добровольців із Самооборони Майдану вирішили стати резервістами Національної гвардії України, після чого вирушили до села Нові Петрівці, Київська область, на полігон бригади спецпризначення «Барс», яка ввійшла до щойно створеної Нацгвардії. Так з'явився 1-й батальйон оперативного призначення НГУ імені Кульчицького
Венеціанська комісія назвала референдум в Криму нелегітимним. Паралельно Росія блокує резолюцію ООН, яка вторить про нелегітимність намірів РФ в Криму.
16 березня — Російські загарбники з численними порушеннями і фальсифікаціями проводять на території захоплених АР Крим та м. Севастополь так званий «референдум» щодо «самовизначення» Криму.
США і Євросоюз відмовилися визнавати результати «референдуму», засудили дії Росії і запровадили санкції щодо російського бізнесу і високопосадовців, заморозивши їхні закордонні активи і наклавши візові обмеження.
Російські окупанти виставили протитанкові міни по периметру розташування 1-го окремого батальйону морської піхоти ВМС України у Феодосії.
Російські військові виставили блокпост біля села Стрілкове. Блокпост посилений 4 бронетранспортерами і близько 40 військовими
МЗС України заявило про військове вторгнення Росії і зажадав від РФ негайного виведення військ з території України, зазначивши, що «Україна залишає за собою право застосувати всі необхідні заходи для припинення військового вторгнення з боку Росії»
Секретар РНБО Андрій Парубій заявив про зрив широкомасштабної операції російських сепаратистів по вторгненню в Україну під назвою «Російська весна». За його словами, сепаратисти планували захоплення влади на південному сході країни по кримському сценарію
Глава МЗС Росії Сергій Лавров в бесіді з держсекретарем США Джоном Керрі підтвердив принципову позицію щодо проведеного в Криму референдуму. Лавров і Керрі «домовилися продовжити робочі контакти з пошуку шляхів врегулювання на Україні через якнайшвидший запуск конституційної реформи за підтримки з боку міжнародного співтовариства в загальноприйнятної формі і при повазі інтересів усіх регіонів України».
Президент РФ Володимир Путін у телефонній розмові з президентом США Бараком Обамою лицемірно заявив про те, що референдум в Криму повністю відповідав нормам міжнародного права.
У Дніпропетровську сепаратисти влаштували мітинг на підтримку кримського референдуму
У Мелітополі пройшов мітинг противників нової влади, на якому були присутні більше 1000 осіб.
У Миколаєві всупереч забороні Миколаївського окружного суду, близько 600 активістів провели мітинг-«референдум» за відокремлення Херсонської, Миколаївської та Одеської областей від України
В Одесі близько 5 тисяч осіб вийшло на проросійський марш, в якому закликалося до проведення референдуму
В Маріуполі проросійські активісти блокували прикордонну військову частину та організовували блокпост на в'їзді до міста.
17 березня — Верховна Рада АРК проголосила про незалежність Республіки Крим
Путін підписує Указ про визнання Республіки Крим суверенною і незалежною державою.
Кримські депутати перейменовують Автономну Республіку Крим (АРК) в «Республіку Крим» (РК), а Верховну раду АРК — в «Державну Раду РК».
Держрада РК «націоналізує» майно державної компанії «Чорноморнафтогаз», дочірнього підприємства «Черноморнефтегазсервіс», «Укртрансгаз» і «Феодосійського підприємства із забезпечення нафтопродуктами». Також «націоналізуються» Керченська поромна переправа, Керченський та Севастопольський морські рибні порти, Феодосійський, Ялтинський, Севастопольський, Керченський і Євпаторійський морські торговельні порти, «Служба капітана Керченського морського рибного порту», Керченський державний морський технологічний університет, Південний науково-дослідний інститут морського рибного господарства та океанографії, і розташована на півострові власність Адміністрації морських портів України. У власність республіки переведено майно Севастопольського регіонального представництва класифікаційного товариства «Регістр судноплавства України» і Севастопольської філії Інспекції з питань підготовки та дипломування моряків.
У Криму створюється «прикордонна служба», «міністерство інформації» і «міністерство палива і енергетики».
Офіційною валютою Криму оголошено російський рубль.
При перетині російсько-українському кордоні у Чернігівській області російськими прикордонниками був затриманий український активіст, діяч УНА і «Правого сектору» Карпюк Микола Андронович.
Незабаром він був доправлений до Брянська, а згодом — до Єссентуків. Під час перебування у СІЗО щодо нього застосовувалися тортури та залякування. Миколі Карпюку, разом з іншим затриманим у Росії українцем, Станіславом Клихом, були висунуті звинувачення в участі у бойових діях під час першої чеченської війни на боці Чеченської Республіки Ічкерія, а саме у створенні та керуванні загоном «Вікінг». 26 травня 2016 року Верховний суд Чечні визнав Миколу Карпюка винним та засудив на 22,5 років ув'язнення.
7 вересня 2019 року звільнений в рамках обміну між Україною і РФ.
Російські ЗМІ повідомляють, що у Росії на мітинги за приєднання Криму було виведено близько 600 000 осіб, у тому числі у Москві — 100 000.
Відкликано посла України з Москви. Рада затверджує указ про часткову мобілізацію
В Україні Верховною Радою оголошено часткову мобілізацію та виділено 6,9 млрд гривень на підвищення обороноздатності країни. З цього часу держава почала функціонувати в особливих умовах.
18 березня — Президент Росії Володимир Путін разом з самопроголошеними представниками кримської влади Сергієм Аксьоновим, Володимиром Константиновим та Олексієм Чалим підписав договір про приєднання щойно самопроголошеної «Республіки Крим» до складу Російської Федерації. Попередньо таке рішення схвалила Державна Дума Росії, ухваливши заяву «Про ситуацію в Республіці Крим», внесену на розгляд спікером Сергієм Наришкіним та лідерами усіх парламентських фракцій.
Путін, виступаючи з нагоди приєднання Криму, заявив, що російські війська в Криму були завжди:
«Збройні сили не входили в Крим, вони там вже і так знаходилися, відповідно до договору..»
У Сімферополі російські військові захопили 13-й фотограмметричний центр. Під час штурму, у якому були задіяні снайпери і загін на чолі з Ігорем Гіркіним (Стрелковим), постраждали українські військовослужбовці: від пострілу в серце загинув прапорщик Кокурін Сергій Вікторович та було поранено капітана Валентина Федуна. Також загинув і один з російських загарбників — ст. лейтенант Р. Казаков (ймовірно, від помилкового пострілу своїх поплічників; за російськими даними Казаков приїхав з Волгоградської області в якості «добровольця»). Прапорщик С. Кокурін став першою жертвою цієї російсько — української війни серед військових. Командира частини полковника А. Андріяшина під час перемовин було захоплено у полон.
В українських військових були відібрані документи та гроші, а їх самих взято «під арешт».
Прикордонники Морської охорони України почали покидати територію Криму: їх буде переведено до підрозділів Державної прикордонної служби, які були виведені раніше з АРК.
Невідомі озброєні особи захопили представництво компанії «Богдан Авто» у Сімферополі
На Донеччині місцеві жителі організували пікети біля військових частин і мостів, що ведуть в напрямку російсько-українського кордону.
У Маріуполі на круглому столі представників політичних партій в міськраді було ухвалено рішення поставити питання щодо проведення референдуму на засіданні міськради 25 березня. Круглий стіл проходив в умовах тиску з боку мітингувальників, які зібралися біля стін міськради з прапорами Росії та Комуністичної партії
Міноборони України дозволило військовим застосовувати зброю.
19 березня —
Вранці проросійські сили прорвали оточення і увірвалися на територію штабу ВМС України в Севастополі, над ним були підняті російський і андріївський прапори
В Севастополі був затриманий командувач ВМСУ контр-адмірал Сергій Гайдук.
Аксьонов закликав Росію «допомогти» південному сходу України.
РНБО України ухвалила рішення про створення оперативних штабів при обласних державних адміністраціях прикордонних областей України
Федеральна міграційна служба Росії починає видавати перші російські паспорти в Криму, а на фасаді будівлі Верховної Ради Криму закріплено напис — «Державна Рада Республіки Крим».
На Донбасі українські спецслужби захопили Андрія Пургіна, лідера організації «Донецька республіка».
20 березня — російські загарбники звільнили Гайдука і ще сімох осіб, які були затримані напередодні, зокрема, захоплених 14 березня автомайданівців — Сергія Супруна, Наталію Лук'янченко і старшого сина Анатолія Гриценка Олексія.
Корабель управління «Донбас», рятувальний буксир «Кременець» і протипожежний катер «Борщів» Військово-морських сил України, які стояли в Стрілецькій бухті Севастополя, спустили українські та підняли андріївські прапори Військово-морського флоту Росії.
У Севастопольській бухті група російських загарбників взяла штурмом корвет ВМС України «Тернопіль». Російські військові у супроводі кримської «самооборони» пошкодили і захопили також український корвет «Хмельницький». Екіпаж корвета «Тернопіль» в повному складі залишився вірним Україні і в повному складі перебазувався до Одеси. Також у Стрілецькій бухті було захоплено корвет «Луцьк» ВМСУ.
У Керчі військова частина морської піхоти А-0669 перейшла під контроль російських військових.
За російськими даними, протягом 20 березня, після підписання Путіним указу про визнання військових звань військовослужбовців України і можливість перейти на службу до армії агресора, командири і начальники 72 військових частин, установ і кораблів Міністерства оборони України, дислокованих на Кримському півострові, в числі яких 25 судів допоміжного флоту і шість бойових кораблів Військово-морських сил України, вирішили добровільно перейти в ряди Збройних сил РФ.
Командування тактичної групи «Крим» виводить особовий склад з об'єктів. Поетапну передислокацію співробітників з Криму на материкову Україну почала Прикордонна служба України.
Сталася масштабна пожежа на складах танкової бригади у м. Кривому Розі.
МВС України оголосило кримських зрадників Аксьонова та Константинова в розшук.
Верховна Рада прийняла декларацію про боротьбу за визволення України і визнала кримських татар корінним населенням Криму.
Генсек НАТО побоюється, що Росія може піти далі Криму.
США розширили список санкцій, запроваджений за окупацію Криму, ще на 20 росіян. Росія вводить відповідні санкції.
21 березня — постійна рада Організації з безпеки та співробітництва в Європі у Відні ухвалила рішення про направлення в Україну міжнародної моніторингової місії.
Україна підписала політичну частину Угоди про асоціацію з ЄС.
Рада Федерації Росії прийняла закон про ратифікацію Договору від 18 березня та закон про утворення нових суб'єктів федерації — Республіки Крим та міста федерального значення Севастополь, закріпивши анексію цих регіонів Росією. За прийняття Криму як нового суб'єкта федерації проголосували усі 155 сенаторів.
Після цього В. Путін підписує закони про входження Криму і Севастополя до складу Російської Федерації і про створення Кримського федерального округу (КФО). Повноважним представником Президента РФ в КФО призначається Белавенцев Олег Євгенович.
Верховна Рада України прийняла декларацію про боротьбу за звільнення країни, яка закликала світову спільноту не визнавати Республіку Крим і приєднання Криму до Росії. Також був прийнятий в першому читанні законопроєкт, згідно з яким Крим оголошувався «тимчасово окупованою територією».
ЄС розширив санкційний список росіян за напад на Крим до 33 осіб
На о. Донузлав тральщик «Черкаси» зробив спробу прорвати блокаду у Донузлаві, відсунувши один з затоплених російських кораблів, однак йому забракло потужності, оскільки команда іншого тральщика, «Чернігова», відмовилась прийти на допомогу у прориві блокади. Екіпаж корабля залишили 12 членів команди: 2 офіцери, мічман, 9 осіб особового складу.
З військової бази у Перевальному на бік російської армії перейшла велика кількість українських військових (вірними присязі залишились трохи більше 200 військовослужбовців), через що було ухвалене рішення про її розформування.
22 березня — Російські військові взяли штурмом в/ч № 4515 (авіабаза Бельбек) і полонили її командира полковника Юлія Мамчура
Російські загарбники напали на корабель управління «Славутич» в Севастополі.
Спецпризначенці РФ захопили корвет «Вінниця» на о. Донузлав. Екіпаж українських ВМС зійшов на берег у повному складі.
Захоплена морська авіабригада ВМСУ у Новофедорівці
у Маріуполі пройшли мітинги на підтримку В. Януковича. Також було обрано «народним мером» Маріуполя Кузьменка Дмитра Владиславовича
23 березня — на засідання РНБО України ухвалено рішення про виведення військовослужбовців із захопленого Росією Криму.
Морський тральщик «Черкаси» знову зробив невдалу спробу прорвати блокаду на озері Донузлав.
Проросійський мітинг відбувся у Запоріжжі, проте одночасно з ним відбувався значно чисельніший проукраїнський мітинг, а міліція не допустила конфлікту.
24 березня — О 4:30 розпочався штурм бази морської піхоти у Феодосії. У ході штурму на територію військової частини з 4 гелікоптерів висадився десант з 200 чоловік, які захопили базу; по казармах вівся вогонь з БТРа. Близько 6 години з території частини виїхали 3 БТРи, за якими — 3 машини «Урал» з 60—80 зв'язаними українськими морськими піхотинцями, яких було доставлено до феодосійського порту. Командир батальйону разом зі своїм заступником вивезені гелікоптером у невідомому напрямку.
Вночі російські окупанти затопили в озері Донузлав ще один катер, остаточно заблокувавши вихід у море.
Вранці російські військові захопили рейдовий тральщик «Генічеськ» на о. Донузлав. Російський десант висадився на корабель та взяв його під свій контроль, застосувавши проти його команди фізичну силу. Командира корабля було взято у полон. За допомогою швидких катерів росіяни здійснили чергову спробу захоплення тральщика «Черкаси», однак екіпажу корабля вдалося відбити атаки.
Близько 15 години на базі на о. Донузлав більшість зі складу екіпажу ВДК «Костянтин Ольшанський» покинула судно, перейшовши на бік ворога. За свідченням членів екіпажу «Черкас», офіцери «Костянтина Ольшанського» навмисне залили солярку у цистерну з водою, аби скоротити собі «термін перебування у морі». Близько 17:15 до корабля підійшов російський баркас та розпочався штурм російськими військовими, який тривав до 17:50. 20 українських моряків, що залишилися на борту, на чолі з капітаном Дмитром Коваленком намагалися відбити напад близько 200 штурмовиків, однак зазнали поразки. ЗМІ повідомили, що перед штурмом корабля, команда корабля його зіпсувала його обладнання, через що до причалу судно було доставлене буксиром.
Виконувач обов'язків Президента України Олександр Турчинов підписав указ, котрим ввів у дію рішення РНБО від 23 березня 2014 р. щодо передислокації військових підрозділів та правоохоронних органів з АРК та Севастополя до інших регіонів України
25 березня — 

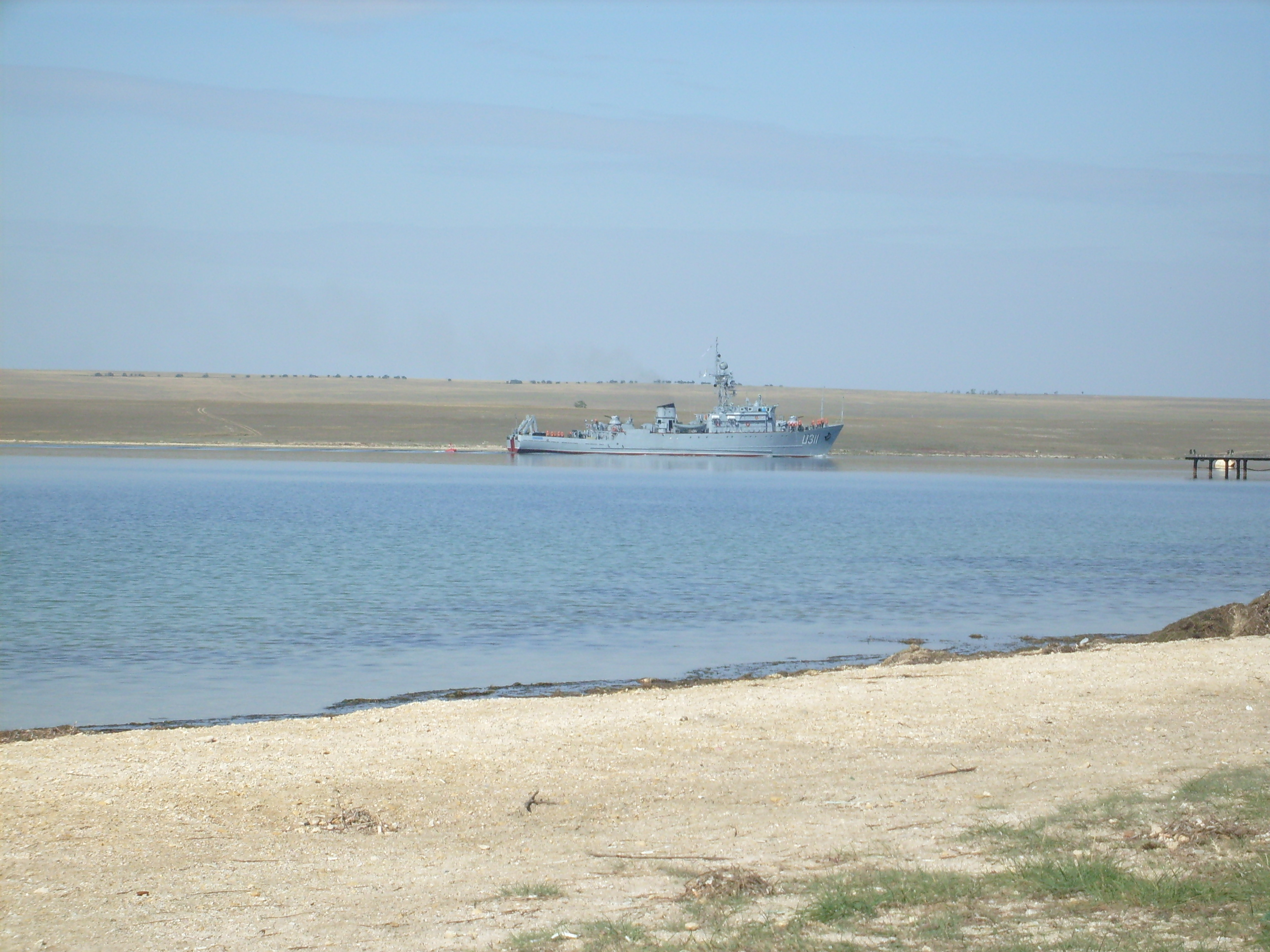
Тральщик Черкаси на Донузлаві

у озері Донузлав росіянами захоплено тральщик «Черкаси». До цього той три доби ходив не зупиняючись по озеру, а його командир капітан третього рангу Юрій Федаш відмовляв на всі вимоги здатися. Українські моряки намагалися відбитися від російських швидкохідних катерів, кидаючи у воду вибухові пакети. Тральщик двічі намагався вирватися з Донузлава. Перший раз він спробував відтягнути в сторону затоплений корабель, щоб чистий шлях, вдруге українські моряки майже вийшли з бухти, але російський корабель зіштовхнув їх на мілину
В. о. Міністра оборони України Ігор Тенюх заявив в парламенті, що 4300 з 18800 українських військовослужбовців, раніше розквартированих в Криму, висловили бажання покинути Крим і продовжити службу в Збройних силах України.
В. о. Міністра оброни України замість Ігора Тенюха призначено генерала Михайла Коваля.
26 березня — начальник Генштабу Збройних сил Росії Валерій Герасимов повідомив, що російські прапори підняті у всіх 193 військових підрозділах та установах ЗС України, дислокованих на території Криму, а «всі військовослужбовці, які виявили бажання продовжити службу в українських Збройних силах, здавши зброю під охорону, знаходяться поза розташування військових частин і готуються до організованого виїзду з особистими речами на Україну».
У 2019 р. було оприлюднено інформацію, що для захоплення півострова росіяни використали 10 танків, 16 бомбардувальників, 2 винищувача, 26 вертольотів, 207 бронетранспортерів, 640 вантажівок, 8 берегових ракетних комплексів «Бастіон», 21 ракетну систему залпового вогню «Град» і 12 ракетних систем «Ураган».
Російськими військовими були звільнені шість раніше затриманих українських військовослужбовців, в тому числі командир Бельбекської авіаційної бригади полковник Мамчур Юлій Валерійович і заступник командувача ВМС України, генерал-майор Ігор Воронченко
27 березня — Генеральна асамблея ООН прийняла резолюцію на підтримку територіальної цілісності України та про визнання недійсним «референдуму» в Криму.
'28 березня — Міністр оборони Росії Сергій Шойгу повідомив, що «організоване виведення з території Криму підрозділів української армії, які виявили бажання продовжувати службу в збройних силах України, завершене».
За озвученими у 2019 р. українською владою даними, з 13 468 солдатів і офіцерів ЗСУ, які перебували на території АРК, лише 3990 військовослужбовців (менше 30 %) вирішили продовжити службу в ЗС України та евакуюватися з Криму, з 10 936 міліціонерів таких було тільки 88 (0,8 %). У Держприкордонслужбі — з 1870 співробітників повернулися на Україну 519 осіб (29,7 %). «Зберегли вірність батьківщині» і трохи більше 10 % співробітників Служби безпеки України — 242 з 2240 осіб
28 березня — сепаратистські виступи у Маріуполі.
30 березня — близько 5 тисяч осіб вийшло на проросійський мітинг в Одесі
31 березня — Держдума РФ з подачі Президента РФ В. Путіна розірвала Харківські угоди 2010 р. і україно-російський договір про флот у Криму.

### 1 березня

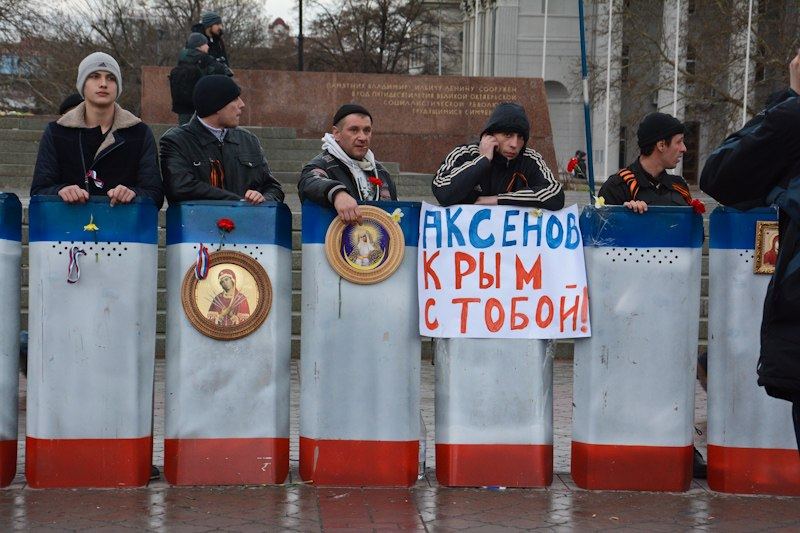
Загін кримської «самооборони» з щитами у кольорах прапору АРК охороняють пам'ятник Леніна

1 березня 2014 року 16 військових вантажівок, вщерть забитих солдатами, в'їхали на територію аеродрому. Вантажівки їхали в супроводі 2–3 хаммерів. Новопризначений Голова Ради міністрів АРК Сергій Аксьонов підтвердив інформацію про те, що до охорони важливих об'єктів на території автономії залучено сили Чорноморського флоту Російської Федерації, а також заявив про тимчасове перепідпорядкування силових структур безпосередньо йому та звернувся з проханням допомоги забезпечити мир у регіоні до Володимира Путіна. Крім того, Аксьонов оголосив про перенесення референдуму щодо самовизначення криму з 25 травня на 30 березня 2014 року у зв'язку з тим, що «конфлікт вийшов за межі розумного».

#### Євпаторія
1 березня 2014 року близько 30 осіб проникли на територію запасного командного пункту 55-го зенітно-ракетного полку в Євпаторії та відібрали зброю в кількох десятків українських військовослужбовців, поклали їх на підлогу та відібрали у них засоби зв'язку.

#### Феодосія
1 березня 2014 року о 2.30 російський морський піхотинець зі зброєю здійснив спробу проникнути в батальйон морської піхоти в Феодосії, але був затриманий. Інцидент розслідуватимуть українські правоохоронні органи та прокуратура.
Вранці у порт Феодосії увійшов російський десантний корабель на повітряній подушці «Зубр» без знаків розрізнення. Крім того, за повідомленням ЗМІ феодосійські Інтернет портали новин піддавалися хакерським атакам, не працювали вебкамери, що показували місто і порт.

#### Балаклава
1 березня 2014 року о 13:00 озброєний загін в кількості близько 300 російських спецназівців на 10 машинах намагався взяти під свій контроль українську прикордонну заставу в Балаклаві. Мешканці Балаклави стали живим щитом між українською прикордонною заставою та російськими військовими, вимагаючи не допустити кровопролиття.
За оперативною інформацією прикордонників, з Севастопольської бухти до групи кораблів та катерів Морської охорони, які по бойовій тривозі вийшли в територіальні води України, слідують три ракетних катери Чорноморського флоту Росії та ракетний крейсер «Москва».
Ввечері 1 березня українські прикордонники повернули контроль над севастопольським загоном морської охорони, який намагалися захопити озброєні особи. Як зазначив голова прикордонного відомства Сергій Астахов, під час переговорів старший групи озброєних осіб заявив, що виконує наказ Міністерства оборони Російської Федерації про захоплення прикордонної військової частини. Спочатку цивільні особи знесли ворота, після чого проникли на територію прикордонного загону. Після них на військовій техніці на територію військової частини проникло 10 озброєних російських спецназівців. Після тривалих переговорів з українськими прикордонниками озброєні особи залишили територію частини.

#### Судак
1 березня о 9:00 30 озброєних осіб, ідентифікованих як військовослужбовці Збройних Сил Російської Федерації, проникли на територію дислокованої в місті Судак 727-ї окремої радіолокаційної роти тактичної групи «Крим» Повітряного командування «Південь» Повітряних Сил Збройних Сил України, «близько 20:30 того ж дня російські військові оголосили вимогу командуванню військової частини щодо здачі зброї та боєприпасів, погрожуючи у випадку відмови застосувати зброю. О 21:20 зброю завантажили на автомобіль і вивезли з військової частини».

#### Зовнішньополітичне тло

##### Обґрунтування Росією введення військ в Україну
Президент Росії Володимир Путін подав на розгляд Ради Федерації звернення щодо використання російських збройних сил на території України до стабілізації суспільно-політичної обстановки у державі. Рада Федерацій підтримала пропозицію Президента одноголосно: «за» проголосували усі 90 депутатів верхньої палати парламенту. Депутат парламенту Олександр Клішас заявив, що прохання про військове втручання нібито висловив особисто усунений Президент України Віктор Янукович. Російський політик зауважив, що усунутий український Президент визнає територіальну цілісність України, однак, говорить про спроби незаконного силового захоплення влади у Криму.

#### Внутрішньополітичне тло

##### Реакція і дії України
Кораблі Державної прикордонної служби вийшли у море у стані повної бойової готовності. Штаб «Правого сектора» оголосив про термінову мобілізацію та озброєння власних підрозділів та наказав підрозділам координувати свої дії зі збройними силами, МВС та СБУ.
Лідер партії «УДАР» Віталій Кличко звернувся до виконуючого обов'язки Президента України Олександра Турчинова з вимогою щодо необхідності терміново направити заяву до ООН про невідкладне скликання Ради Безпеки ООН у зв'язку з агресією Росії проти України. Він наполягає на терміновому скликанні і проведенні сесії Верховної Ради для денонсування угоди про перебування Чорноморського флоту Росії у Севастополі:
|  | Український парламент також має звернутися до керівників держав-гарантів безпеки України терміново виконати свої міжнародні зобов'язання згідно Будапештського меморандуму. І зупинити агресію з боку Росії проти суверенної України. Верховна Рада має доручити Верховному головнокомандувачу оголосити повну мобілізацію у зв'язку з початком агресії проти України. |

Близько 17 години Олександр Турчинов скликав засідання Ради національної безпеки та оборони України. По закінченню засідання відбувся брифінг за участю виконуючого обов'язки Президента Олександра Турчинова, прем'єр-міністра Арсенія Яценюка, міністра оборони Ігоря Тенюха та інших військових командирів, який транслювався провідними українськими телеканалами. Учасники брифінгу закликали Росію повернути війська до місць їхньої дислокації та повідомити, що Збройні сили України приведені у стан повної бойової готовності. У ЗМІ також з'являлася інформація, що на засіданні РНБО обговорювалося питання можливого відновлення Україною ядерного статусу через порушення умов Будапештського меморандуму.
Олександр Турчинов повідомив про скликання 2 березня позачергового пленарного засідання Верховної Ради України. За словами віце-спікера Руслана Кошулинського на позачерговому засіданні парламент може розглянути питання щодо введення в Україні надзвичайного або воєнного стану.

### 2 березня

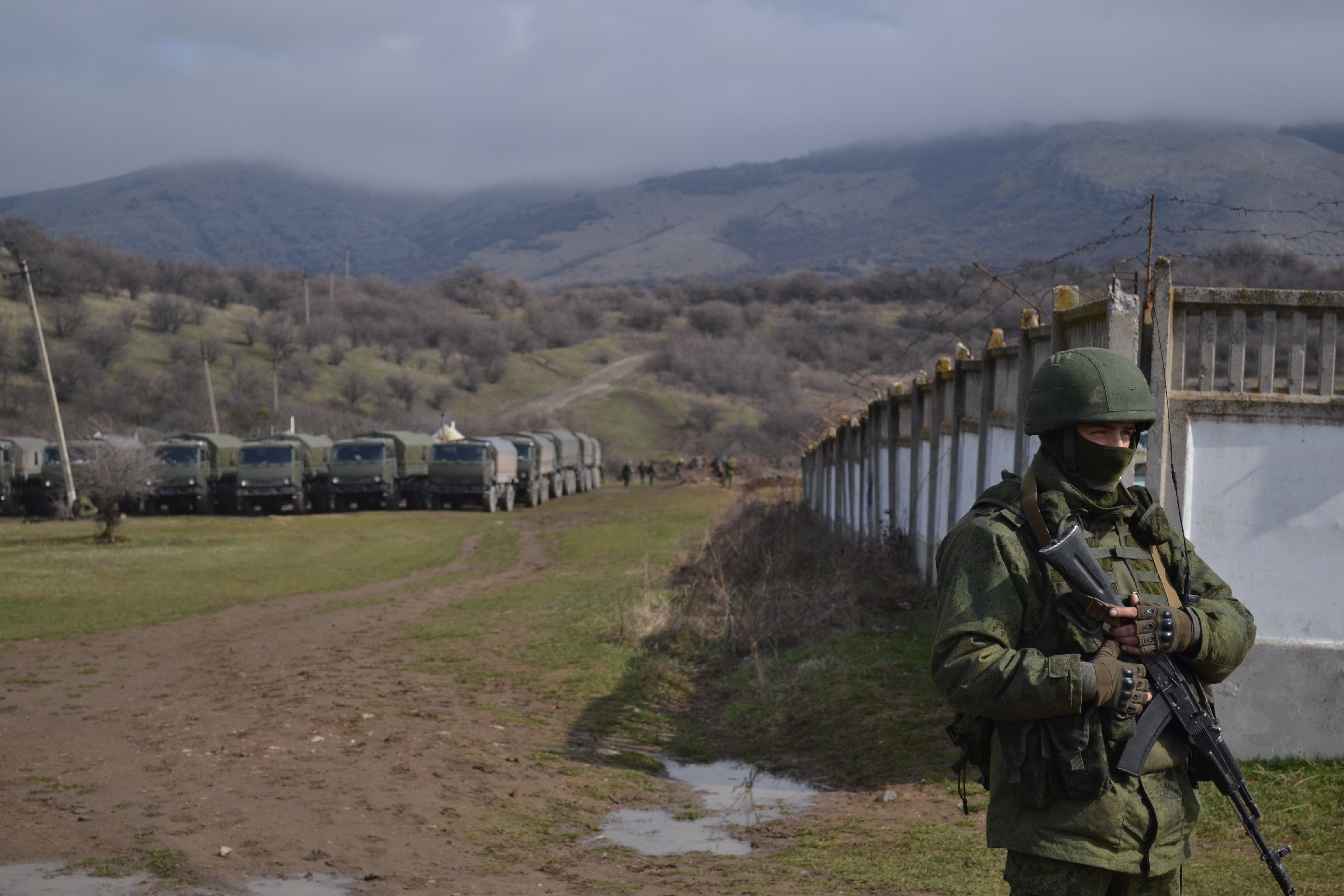
Військовий без знаків розрізнення на посту у Перевальному. Позаду — колона вантажівок КАМАЗ

Призначений 1 березня Олександром Турчиновим командувач Військово-Морських Сил Збройних Сил України контр-адмірал Денис Березовський був усунутий з посади Міністром оборони Ігорем Тенюхом. Рішення про звільнення контр-адмірала було ухвалено через поширення у мережі Інтернет відеозапису, на якому Денис Березовський присягнув на вірність народові Криму, та наказу не «чинити жодного опору та віддавати зброю, амуніцію та все інше росіянам».
Поблизу смт Перевального близько було заблоковано 36-ту бригаду берегових військ ВМС України. Бригаду оточили близько 100 озброєних невідомих бійців, близько 20 вантажних автомобілів марки КАМАЗ та кількома автомобілями «Тигр».

### 4 березня
Декілька сотень росіян вийшли до будівлі Міністерства оборони РФ у Москві проти введення російських військ до України з гаслами «Руки геть від України!».
Окружний адміністративний суд Києва визнав незаконними рішення кримського парламенту про призначення Аксьонова прем'єром і проведення референдуму.
У Євпаторії, з вечора 4 березня, кілька сотень військовиків, які вже не приховували, що вони солдати збройних сил Російської Федерації, оточили КПП зенітно-ракетної частини і пішли на штурм. Українські солдати живим щитом стримують натиск штурмовиків. Російським військовим допомагають колишні службовці кримського «Беркуту». У цій же частині було заблоковано знімальну групу телеканалу «Аль-Джазіра», яка знімала напад російських солдатів. За повідомленням «Євромайдан SOS» до української зенітно-ракетної частини А4519 в Євпаторії близько 2:30 5 березня прибуло ще 40 російських солдатів у повному обмундируванні та зі зброєю.
Командир тактичної групи «Крим», генерал-майор Олег Струцінський повідомив 5 березня, що російські військовослужбовці вимагали від українських зенітників розгорнути зенітно-ракетний комплекс «Бук» і спільно заступити на бойове чергування. Таке втручання військових Російської Федерації є намаганням створити небезпеку несанкційованого застосування зброї проти літальних апаратів у повітряному просторі України.

### 5 березня
На мисі Фіолент у Севастополі російські військовики захопили зенітно-ракетний полк та заблокували військову частину, знищивши обладнання бази та взявши під контроль стартові позиції ракет.
Цього дня українські військові затримали на території своєї військової частини «невідомого російського військового», про це повідомив депутат від «Батьківщини» Володимир Ар'єв: «З характерним прізвищем Мєдвєдєв. Родом з Йошкар-Оли».
Голова медіацентру Міноборони в Криму Владислав Селезньов повідомив, що 4 березня 2014 р. російські війська зруйнували об'єкти в зенітно-ракетному полку на Фіоленті в Севастополі.
Російські військові відрізали 5 березня від постачання з боку суші корвет «Тернопіль». Два підступи до причалу повністю перекриті людьми у військовій формі озброєними снайперськими гвинтівками, кулеметами та автоматичною зброєю. Командир корвету Тернопіль Максим Ємельяненко зазначив, що наочно видно підготовку захоплення корабля, але його екіпаж готовий битися.
5 березня 2014 р. до військової частини А0883 (Керч, 9-й кілометр), яка охороняє повітряний простір України, під'їхали дві вантажівки з російськими номерами (90-й регіон), наповнені російськими військовими, озброєних автоматами. Російські військові ультимативно зажадали від українських бійців здати зброю. Українські захисники відмовились здаватися і передали інформацію про ультиматум керівництву в Севастополь. До частини під'їхали дружини і мами бійців, які просять росіян відступити, і заявляють, що готові захищати своїх рідних, які служать в частині.

### 6 березня
У ніч на 6 березня російські військові затопили поблизу входу до озера Донузлав списані раніше протичовновий корабель «Очаків» та рятувальне буксирне судно «Шахтар», якими заблокували вихід у море українських військових кораблів з Південної військово-морської бази.
Близько 10 години було захоплено радіотелевізійний передавальний центр у Сімферополі. Від мовлення на території Криму було відключено 5 канал та 1+1, а на частотах Чорноморської ТРК було включено сигнал каналу Росія-24. На частотах 1+1 веде мовлення телеканал «Росія-1». Розпорядження стосовно відключення українських каналів на території АРК дав самопроголошений прем'єр-міністр Криму Сергій Аксьонов.
Верховна Рада АРК на своєму засіданні проголосувала за приєднання регіону до складу Росії та звернулася до російського президента та парламенту з вимогою розпочати процедуру надання Криму статусу суб'єкта РФ. Рішення підтримали 78 з 81 присутніх депутатів. Також кримський парламент ухвалив рішення про перенесення референдуму про статус Криму на 16 березня 2014 року та затвердила питання, які будуть на нього винесені:
| - Ви за возз'єднання Криму з Росією на правах суб'єкта Російської Федерації? - Ви за відновлення дії Конституції Республіки Крим 1992 року і за статус Криму як частини України? |
Аналогічне рішення щодо входження до складу Росії на правах окремого суб'єкта федерації ухвалила Севастопольська міська рада. Севастопольська міськрада також вирішила долучитися до участі у кримському референдумі 16 березня: рішення було підтримано одноголосно 49 депутатами. До питань кримського референдуму севастопольцям буде запропоновано відповісти також на питання:
| - Місту Севастополю ввійти до складу Російської Федерації як суб'єкту Російської Федерації? |

### 5 березня
5 березня Росія розпочала репресії проти сімей українських військовиків, що проживають у Севастополі. Будинки, де вони проживали, відключили від електромережі.

### 7 березня
Військову частину А2355 на Юхариній балці у Севастополі штурмували російські військові. За даними Міністерства оборони ворота частини протаранив КАМАЗ, після чого російські військові разом з «козаками» та місцевими активістами зайняли найближчу будівлю. За інформацією ЗМІ особовий склад частини (близько 100 осіб) разом з журналістами перебувають у бункері.
Під час захоплення частини російські військові побили українських журналістів. Серед потерпілих знімальні групи каналу «Інтер» та СТБ, а також грецький журналіст.
7 березня російські військовослужбовці армійським «КамАЗом» пробили ворота розташованої в Севастополі в Юхариній балці військової частини А-2355, захопили найближчу будівлю, а потім проривалися до командного пункту тактичної групи «Крим» Повітряних Сил України. Пізніше вони відійшли, звільнивши місце «козакам» та місцевим радикалам з битками, які кидали світлошумові гранати. На території цієї частини розташовані близько сотні українських військових, «станом на 23.45 зв'язку з військовою частиною, а також з журналістами, які прибули під частину, немає. За попередніми даними, військовослужбовці перебувають у бункері, і зв'язку з ними поки немає. Разом з тим, по міському телефону ніхто не відповідає». Під час штурму побито журналістів, котрі знімали події. Серед них, зокрема, працівник 5 каналу та кореспондент російського інтернет-видання «Русская планета» Павло Нікулін. З повідомлення очевидця подій в соціальній мережі Фейсбук:
|  | Був присутній на штурмі частини 2355 … російські військові протаранили ворота частини, пробралися всередину 40-50 солдатів російської армії. Заблокували командира частини, потім їм дали команду відійти … їх відхід забезпечувала типу «самооборона», по факту ж там були бійці «Беркута» … які займалися зачисткою журналістів. Такого моторошного свавілля над журналістами, я ще не бачив … їх просто місили … били, добивали на землі, прямо помста журналістам від «Беркута». Сильно побили журналіста-стримера 5 каналу і російського журналіста, ось вона демократія по-російськи в дії на території України. Потім почалося мародерство, обкрадали всіх підряд, відбираючи телефони, планшети, у когось стрельнули гаманецьОригінальний текст (рос.) Присутствовал на штурме части 2355… российские военные протаранили ворота части, пробрались внутрь 40-50 солдат российской армии. Заблокировали командира части, потом им дали команду уходить… их отход обеспечивала типа «самооборона», по факту же там были бойцы беркута… которые занимались зачисткой журналистов. Такого жуткого произвола над журналистами, я ещё видел… их просто месили… избивали, добивали на земле, прямо месть журналистам от беркута. Сильно побили журналиста-стримера 5 канала и российского журналиста, вот она демократия по российски в действии на территории Украины. Потом началось мародёрство, обворовывали всех подряд отбирая телефоны, планшеты, у кого то стрельнули кошелёк. |

Після штурму частини 2355 група так званих «ополченців», ймовірно, колишніх працівників севастопольського «Беркуту», влаштувала збройне полювання на журналістів телеканалу «Інтер», внаслідок чого важкі травми отримали репортер Андрій Цаплієнко, оператори Володимир Дєдов та Павло Лисенко. Також було травмовано журналіста грецької газети «І Катимеріні» Костаса Онісенка, який був разом з українськими колегами.
У Ялті місцеві жителі та військові занепокоєні діями так званої «самооборони» та «козаків», котрі блокують військові частини в місті. Місцеві правоохоронці ігнорують звернення наляканого населення про злочинні дії кримської «самооборони». Жителі Ялти б'ють на сполох та просять підвищеної уваги українських журналістів.

### 8 березня
8 березня 2014 р. десятки тисяч кримських жінок по всьому Криму вийшли на акції проти війни і російської окупації, за мир та єдність України. Майже у тисячі населених пунктах Криму вони створили живі ланцюги вздовж доріг та автотрас тримаючи в руках українські та кримськотатарські прапори і гасла за мир та цілісність країни.
8 березня 2014 біля республіканського військкомату у Сімферополі «зелені чоловічки» зі зброєю побили журналістів, відібрали флеш-карти та пошкодили техніку.

### 9 березня
Як повідомив в ефірі «5 каналу» 9 березня року заступник командира української частини А1387 по роботі з особовим складом Михайло Третяк, КПП і деякі об'єкти частини, котра охороняє аеродром, захопили військовослужбовці без опізнавальних знаків. Їх близько 15 осіб та один «КамАз».

### 10 березня
На сцені Євромайдану Геннадій Балашов зазначив, що Путін почав війну проти України і єдиний спосіб припинити її це перекрити постачання газу з Росії до Європи через територію України.

### 11 березня
Верховна рада АРК та міська рада Севастополя на своїх сесіях ухвалили Декларацію незалежності Автономної Республіки Крим та міста Севастополь: за документ проголосували 78 з 81 депутата кримського парламенту. Також кримські депутати ухвалили рішення про заборону діяльності на території Криму деяких організацій, серед яких ВО «Свобода», Правий сектор, ВО «Тризуб» імені Степана Бандери, УНА-УНСО, Патріот України, Карпатська січ, Братство.
На мисі Тарханкут російські солдати прорвалися на територію українською радіолокаційної роти. Російські військовики та проросійські активісти здійснили спробу захоплення складу з боєприпасами у місті Інкерман.
Міжнародний аеропорт «Сімферополь» відмовився приймати рейси з Києва та Стамбула, скасовані також й вильоти у ці міста. Аеропорт обслуговував тільки рейси у напрямку Москви.
Лідер кримських татар Мустафа Джемілєв заявив, що у разі анексії Криму Росія ризикує отримати повторення кривавих чеченських конфліктів. Деякі татарські екстремісти вже погрожують джихадом російським військам, що окупують півострів.
«Зелені чоловічки» влаштували пожежу на аеродромі «Бельбек». Пожежу помітили о 20:50, повідомляє сайт частини в Бельбеку.

### 15 березня
15 березня 2014 біля селища Стрілкове (Арабатська стрілка, Генічеський район, Херсонська область) о 13:30 з гелікоптерів Мі-8 висадився десант з 40 піхотинців російських військ. Цю інформацію підтвердили правоохоронні органи Генічеського району. Згодом стало відомо, що група російських військовослужбовців мала чисельність близько 70 осіб. Вони висадилися в тилу в українських прикордонників при підтримці чотирьох вертольотів і трьох бойових броньованих машини та зайняли позиції поблизу газорозподільчої станції. За повідомленнями місцевих жителів 15 березня 2014 р. на території газового промислу «Чорноморнафтогазу» було помічено близько 50 осіб у цивільному, які з'явилися перед висадкою російських військових. Наразі близько 300 солдатів Російської Федерації оселилися в колишньому пансіонаті МВС поряд з с. Стрілкове. На території пансіонату, крім солдатів, також присутня військова техніка.

### 16 березня
Секретар Ради національної безпеки і оборони України (РНБО) Андрій Парубій заявив про зрив широкомасштабної операції російських сепаратистів по вторгненню в Україну під назвою «Російська весна». За його словами, сепаратисти планували захоплення влади на південному сході країни по кримському сценарію. На 16 березня 2014 р. російські окупанти виставили блокпост біля села Стрілкове. Блокпост посилений 4 бронетранспортерами і близько 40 військовими.
Росія проводить на території окупованих АР Крим та м. Севастополь так званий «референдум» щодо «самовизначення» Криму.
У Феодосії 16 березня 2014 р. російські окупанти виставляють протитанкові міни по периметру розташування 1-го окремого батальйону морської піхоти ВМС України.

### 18 березня

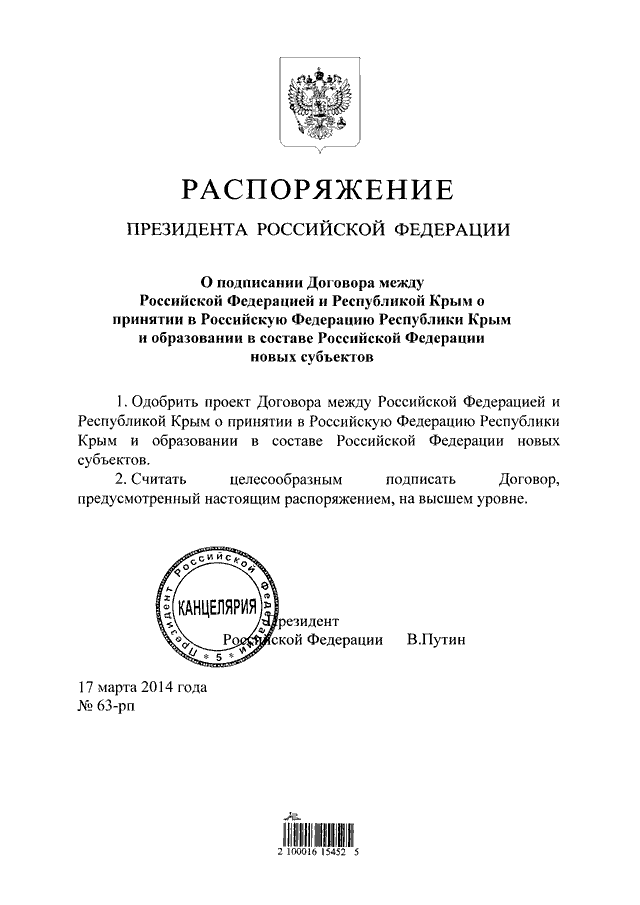
Розпорядження щодо прийняття Криму до складу РФ

Президент Росії Володимир Путін разом з представниками кримської влади Сергієм Аксьоновим, Володимиром Константиновим та Олексієм Чалим підписав договір про приєднання Республіки Крим до складу Російської Федерації. Попередньо таке рішення схвалила Державна Дума Росії, ухваливши заяву «Про ситуацію в Республіці Крим», внесену на розгляд спікером Сергієм Наришкіним та лідерами усіх парламентських фракцій російського парламенту: Володимиром Васильєвим від Єдиної Росії, Володимиром Жириновським від ЛДПР, Геннадієм Зюгановим від КПРФ та Сергієм Мироновим від Справедливої Росії.
У Сімферополі російські військові захопили 13-й фотограмметричний центр. Під час штурму, у якому була задіяна велика кількість снайперів, постраждали українські військовослужбовці: загинув прапорщик та було поранено капітана>. В українських військових були відібрані документи та гроші, а їх самих взято «під арешт». Водночас видання «Кримінформ» заявило, що загиблий є бійцем кримської самооборони; окрім нього, повідомлялося про двох поранених бійців. Продовжують блокуватися військові частини по усій території Криму. Українським військовим офіційно був даний дозвіл виконуючого обов'язки Президента України на використання зброї задля захисту життя і здоров'я військовослужбовців. Прикордонники Морської охорони України покидають територію Криму: їх буде переведено до підрозділів Державної прикордонної служби, які були виведені раніше з АРК.
В озері Донузлав продовжують блокуватися кораблі ВМС України: великий десантний корабель «Костянтин Ольшанський», середній десантний корабель «Кіровоград», морські тральщики «Черкаси» та «Чернігів». Задля запобігання можливим спробам захоплення суден командування вирішило вивести їх на середину озера.
Невідомі озброєні особи також захопили представництво компанії «Богдан Авто» у Сімферополі. Деякий час невідомі утримували у заручниках співробітників підприємства, яких потім відпустили; на підприємстві проводився опис майна, було захоплено документацію.
Прем'єр-міністр Арсеній Яценюк доручив першому віце-прем'єру Віталію Яремі та в.о. міністра оборони Ігорю Тенюху терміново вилетіти до Криму для запобігання ескалації конфлікту «для врегулювання ситуації та недопущення її переходу у військовий конфлікт», — заявив журналістам О. Семерак у вівторок[18.03]. Також, за словами О. Семерака, Кабінет міністрів України має намір сформувати для вирішення конфлікту ширшу групу.
18 березня під час штурму російськими окупантами фотограметричного центру Управління центрального військово-топографічного та навігаційного ГУ ВСУ в Сімферополі прямим влученням в область серця був убитий український військовослужбовець прапорщик ЗС України Кокурін Сергій Вікторович, капітана В. А. Федуна поранено в шию та руку, а ще один військовослужбовець отримав важкі травми ніг та голови «від ударів кийками, арматурою та іншими предметами». Згідно з повідомленням пресслужби Міністерства оборони України:

| Нападники були одягнені у військову форму військовослужбовців Збройних Сил Російської Федерації без знаків розрізнення та озброєні автоматичною зброєю і снайперською гвинтівкою. «…» Згідно із рішенням виконувача обов'язки Верховного Головнокомандувача ЗС України (Олександра Турчинова) та виконувача обов'язки Міністра оборони України (Ігоря Тенюха), на підставі наказу начальника Генерального штабу — Головнокомандувача ЗС України (Михайла Куцина), військовим частинам ЗС України, дислокованим АР Крим, дозволено застосування зброї[150][151][152]. |
18 березня 2014 року архієпископ Сімферопольський і Кримський Климент (УПЦ КП) в ефірі 5 каналу повідомив, що разом з озброєними активістами у Перевальне приїхав з Севастополя священик Московського патріархату, вони почали робити опис майна та «попередили, що як тільки українські військові покинуть Перевальне, ця церква, на території військової частини, буде належати Московському патріархату».

### 21 березня
Рада Федерації Росії ратифікувала договір про входження Криму до складу Росії, підписаний Володимиром Путіним 18 березня: за прийняття Криму як нового суб'єкта федерації проголосували усі 155 сенаторів.
Станом на ранок 21 березня в акваторії озера Донузлав у блокуванні перебували 5 кораблів ВМС України. За наказом командира бригади відійти до причальної стінки кораблі «Костянтин Ольшанський», «Кіровоград» і «Чернігів» почали переміщення до берега, команда тральщика «Черкаси» відмовилася виконувати такий наказ. Після відсторонення від командування командира бригади кораблі зупинилися, однак пізніше 2 зних все ж таки попрямували до берега, а «Костянтин Ольшанський» повернувся на свою попередню позицію, ставши на якір. Надалі тральщик зробив спробу прорвати блокаду у Донузлаві, відсунувши один з затоплених російських кораблів, однак «Черкасам» забракло потужності, оскільки команда іншого тральщика, «Чернігова», відмовилась прийти на допомогу у прориві блокади.
Командир тральщика «Черкаси» повідомив, що екіпаж корабля залишили 12 членів команди: 2 офіцери, мічман, 9 осіб особового складу. З військової бази у Перевальному на бік російської армії перейшла велика кількість українських військових, через що було ухвалене рішення про її розформування, оскільки вірними присязі народові України залишились трохи більше 200 військовослужбовців. У блокаді перебуває база морської піхоти у Феодосії, оскільки керівництво частини не змогло домовитися з російськими військовими про виведення українських військовослужбовців разом з військовою технікою на «материкову Україну». За даними російських ЗМІ на бік Росії перейшли до 21 березня 72 військові підрозділи Збройних сил України.

### 23 березня
23 березня морський тральщик «Черкаси» знову зробив спробу прорвати блокаду на озері Донузлав. Корабель спробував пройти поміж двох затоплених російських кораблів і йому це майже вдалося. Однак до них підійшов російський катер, вдарив у бік і посадив носову частину тральщика «Черкаси» на мілину. За словами командира «Черкас», капітана третього рангу Юрій Федаш, кістяк команди складає 50 моряків і екіпаж тральщика має намір й надалі робити спроби прорватися крізь блокаду.

### 24 березня
Вночі російські моряки затопили в озері Донузлав ще один катер, остаточно заблокувавши вихід у море. Вранці російські військові захопили рейдовий тральщик «Генічеськ». Російський десант висадився на корабель та взяв його під свій контроль, застосувавши проти його команди фізичну силу. Командира корабля було взято у полон. За допомогою швидких катерів росіяни здійснили чергову спробу захоплення тральщика «Черкаси», однак завдяки маневрам та діям моряків, які кидали у воду вибухові пакети, екіпажу корабля вдалося відбити атаки.
Близько 15 години більшість зі складу екіпажу корабля «Костянтин Ольшанський» покинула судно, перейшовши на бік російських військ. За свідченням членів екіпажу «Черкас» офіцери «Костянтина Ольшанського» навмисне залили солярку у цистерну з водою, аби скоротити собі «термін перебування у морі». Близько 17.15 до корабля підійшов російський баркас та розпочався штурм російськими військовими, який тривав до 17.50. 20 українських моряків, що залишилися на борту, на чолі з капітаном Дмитром Коваленком намагалися відбити напад близько 200 штурмовиків, однак зазнали поразки. ЗМІ повідомили, що перед штурмом корабля, команда корабля його зіпсувала: двигуни були залиті цементним розчином або засипані піском, було знищене електронне обладнання та пристрої управління вогнем, через що до причалу судно було доставлене буксиром.
О 4.30 розпочався штурм бази морської піхоти у Феодосії. У ході штурму на територію військової частини з 4 гелікоптерів висадився десант з 200 осіб, які захопили базу; за свідченнями очевидців по казармах вівся вогонь з БТРа. Близько 6 години з території частини виїхали 3 БТРи, за якими — 3 машини «Урал» з 60–80 зв'язаними українськими морськими піхотинцями, яких було доставлено до феодосійського порту. Командир батальйону разом зі своїм заступником вивезені гелікоптером у невідомому напрямку.
Виконувач обов'язків Президента України Олександр Турчинов підписав указ, котрим ввів у дію рішення РНБО щодо передислокації військових підрозділів та правоохоронних органів з АРК та Севастополя до інших регіонів України.

## Квітень 2014

### 6 квітня
Близько 23.40 у Новофедорівці російський молодший сержант застрелив майора ЗСУ Станіслава Карачевського. Убивство українського військовослужбовця відбулося у гуртожитку, де мешкають українські військові. Смерть настала у результаті двох вогнепальних поранень з АК-47 в область грудної клітини та ока. Тіло майора російські військові забрали з собою. Крім Станіслава Карачевського, росіяни жорстоко побили свідка злочину капітана Артема Єрмоленка, якого було заарештовано та доправлено до слідчого відділу Чорноморського флоту Росії.